# 청와대
청와대(靑瓦臺, 영어: Cheong Wa Dae)는 대한민국 종로구 세종로에 위치한 건축물이다. 1948년 8월 15일부터 2022년 5월 9일까지 대한민국의 대통령이 기거한 대통령 관저이자 대한민국 헌법이 규정하는 헌법기관으로서의 대통령부(大統領府)와 관계된 행정기관이었다. 별칭은 블루 하우스(Blue House)이다.
노태우 정부 시절인 1990년 10월 관저 완공 후 이듬해 9월 4일 본관을 준공해 현재의 모습에 이르렀으며, 관저로서 청와대는 문재인 정부 시절인 2022년 5월까지 사용되었다. 관저로서 청와대는 집무 공간인 본관과 공식 행사 공간인 영빈관, 주거 공간인 관저, 외빈 접견 장소인 상춘재, 비서 부속기구인 대통령비서실, 경호 부속기구인 대통령경호처, 대언론 창구인 춘추관 등을 포함했다.

## 역사와 변천

### 경무대 건축 이전
청와대 자리가 위치한 역사의 시작은 고려 시대로 거슬러 올라가는데 그 당시에도 이곳은 명당으로 주목받았다. 풍수가 김위제는 "삼각산은 북쪽을 등지고, 남쪽을 향한 선경이다. 그곳에서 시작한 산맥이 3중·4중으로 서로 등져 명당을 수호하고 있으니, 삼각산에 의지해 도읍을 세우면 9년 만에 사해가 와서 조공할 것이다"라고 예언한 바 있었다. 이에 당시 임금이던 숙종이 지금의 서울에 남경을 설치하고 궁궐을 만들었는데 현대 학계는 그 터가 지금의 청와대 자리라고 추정한다.
조선 태조가 나라를 세운 뒤 새 수도로 정한 곳은 한성부였다. 이후 1394년 새 궁궐을 지었는데 그 장소가 고려 남경의 궁궐터 근처였다. 지금의 청와대 자리는 경복궁 북쪽에 해당한다. 당시 이 자리에는 충순당(忠順堂)·취로정(翠露亭) 등의 전각이 있었다고 전해진다. 이곳에선 임금과 개국공신의 후손들이 모여 대규모 회맹을 실시하기도 했다.

### 경무대
임진왜란 때 경복궁이 불에 탄 뒤 오랫동안 방치되었다가 고종 때 흥선대원군의 주도하에 경복궁을 재건하고 신무문 밖, 지금의 청와대 자리에 후원을 만들었다. 이후 후원에 융문당(隆文堂)·융무당(隆武堂) 등의 건물을 지었는데 이때 경무대(景武臺)도 만들었다. 경무대에는 임금의 휴식 공간인 오운각을 비롯한 32동의 건물이 있었다. 융문당에선 과거제를 거행했고 융무당에선 군사 훈련도 했다.
일제강점기인 1927년 경무대를 비롯한 후원의 많은 건물이 헐렸다. 1939년에는 경복궁에 있던 총독 관저를 후원 자리로 옮겼다. 이 관저는 해방 후에도 미군정청의 존 하지 군정장관이 자신의 관저로 사용했다.
1948년 대한민국 정부가 수립된 이후 이승만은 총독 관저를 경무대로 명명하여 대통령 관저로 사용했다.

### 청와대
1960년 대한민국 정부통령 부정선거로 발발한 4·19 혁명의 영향으로 당시 현직 대통령 이승만이 물러나고 차기 대통령이 된 윤보선이 1960년 12월 경무대에서 명칭을 변경하고 지금의 이름인 청와대란 명칭을 부여하였다. 당시 경무대란 이름이 독재 정권과 부정부패의 이미지가 강하게 느껴지기 때문에 바꾼 것이었는데 윤보선의 의뢰를 받은 김영상 서울시사편찬위원장이 화령대(和寧臺)와 청와대 두 후보군을 제시했고 윤보선은 푸른 기와집을 뜻하는 청와대가 우리 고유 문화를 나타낸다는 의미에서 이를 택했다고 한다. 박정희가 집권한 뒤 황색이 더 귀한 색이라며 황와대로 바꾸자는 주장이 나왔지만 박정희는 이를 일축했다고 한다.
박정희가 집권할 당시 청와대 구조는 1층에 대통령 집무실이 있고 2층은 대통령 가족의 생활 공간이었다. 그런데 건물이 협소하고 노후화됐다는 지적이 나와 박정희 정권 시절 대대적인 개보수가 이루어졌다. 이후 노태우 정부 당시 22명의 전문가로 구성된 자문위원회를 구성해 의견을 모아 1991년 9월 지금의 본관과 관저, 춘추관을 신축했다. 그리고 김영삼 정부 당시 옛 본관 건물을 모두 철거했다. 노무현 정부 당시에는 참모와의 소통을 강화하기 위해 본관 구조를 바꾸는 공사를 하고자 했지만 최종적으로 실패했다. 한편, 노무현 때 박정희가 1975년 만들었던 전시 대피 시설을 2003년 수리하여 지하벙커 격인 국가위기관리센터 상황실을 만들었다.

### 개방
하지만 청와대는 자주 대통령의 제왕적 권력의 상징처럼 여겨졌고 역대 대통령들은 탈권위를 위해 청와대 혹은 대통령 집무실 이전을 공약으로 많이 내걸었다.
처음 대통령 집무실 이전을 추진한 것은 김영삼인데 군사 독재 정치와 결별하겠다는 상징적 조치를 위해서였다. 김영삼은 광화문 근처에 위치한 정부서울청사로 집무실을 옮기겠다고 약속했지만 결국 이루지 못했다. 대신 청와대 앞길과 인왕산을 개방하고 궁정동, 삼청동 등에 위치한 안가 12채를 철거하고 시민공원인 무궁화동산을 조성했다.
김대중 역시 서울청사와 정부과천청사에 집무실을 마련하는 방안을 추진했지만 경호와 비용 문제로 중단했다. 대신 청와대 경내에 위치한 칠궁을 개방하는 조치를 취했으며 청와대 관람 대상을 단체 관람에서 개인·외국인 관람으로 확대했다.
노무현은 대통령 집무실 이전을 넘어서 청와대를 포함한 모든 정부 부처를 세종특별자치시로 옮기고자 했지만 헌법재판소의 신행정수도법 위헌 확인 결정으로 뜻을 이루지 못했다. 이후 노무현은 경복궁의 북문인 신무문과 북악산 성곽로를 개방했다.
이명박 대통령 시절에도 집무실·비서실·경호실 이전이 검토되었지만 비용과 국회 승인 문제로 중단됐다. 문재인은 대선 공약으로 광화문 대통령을 내걸었지만 취임 후 경호·비용 문제로 역시 취소했다. 대신 한시적으로 개방되었던 청와대 앞길과 북악산 성곽로를 50년만에 다시 완전 개방했다.
윤석열은 20대 대선에서 승리한 직후 공약이었던 대통령 집무실 이전을 공식화했다. 다만 서울청사로 옮기는 것은 경호 문제가 있어 추진하기 어렵고 대신 용산구에 위치한 국방부 청사로 이전할 뜻을 밝혔고, 실제로 이전하였다. 이에 따라 국방부 청사는 대한민국 대통령실이 되었다.

대한민국 역대 대통령과 청와대
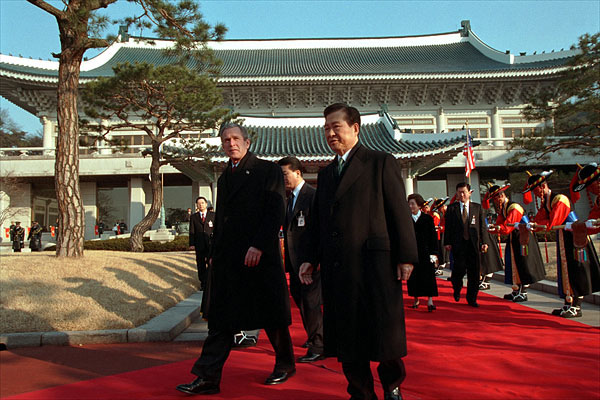
김대중 대통령과 조지 워커 부시 미국 대통령 (2002년)
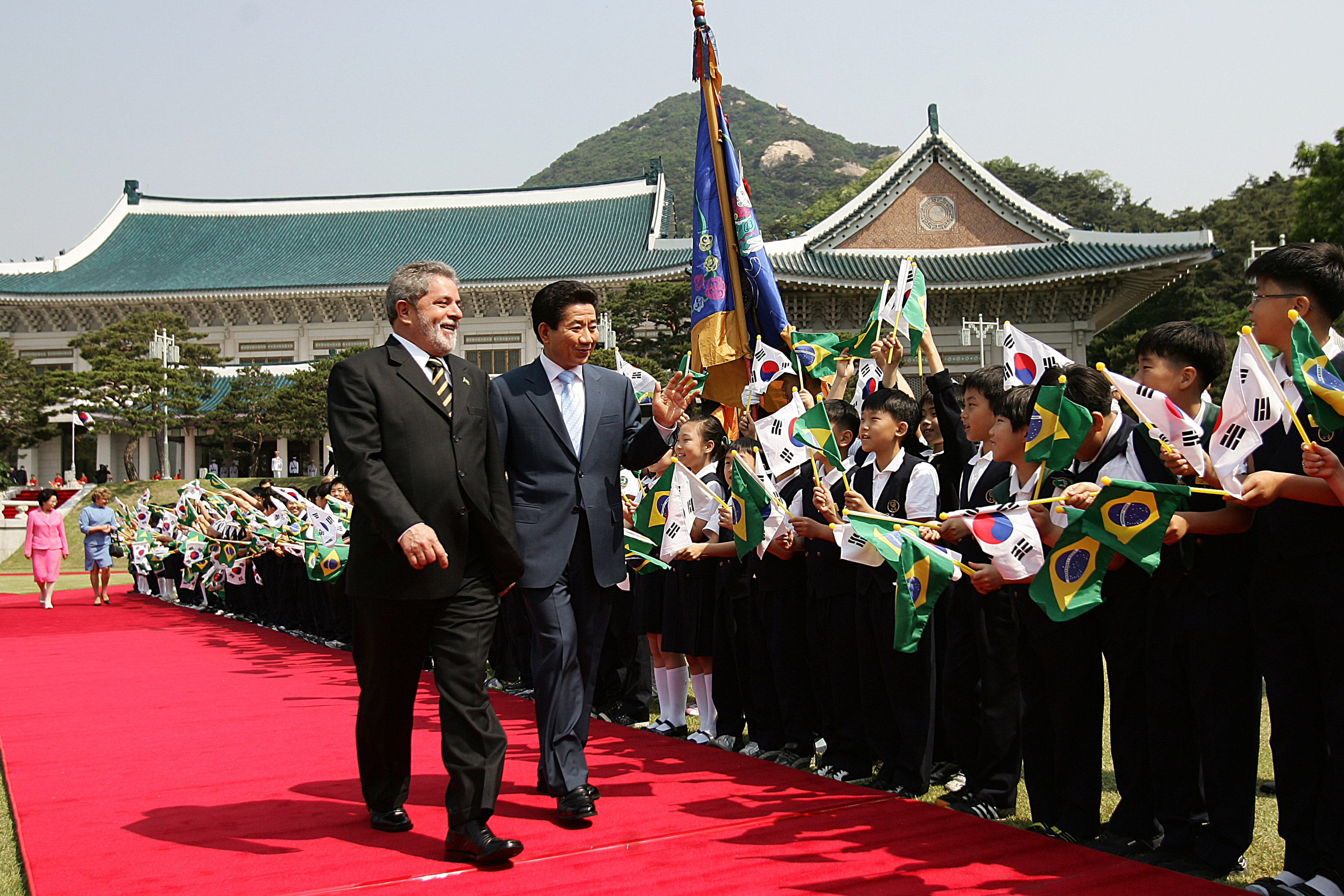
노무현 대통령과 루이스 이나시우 룰라 다 시우바 브라질 대통령 (2005년)
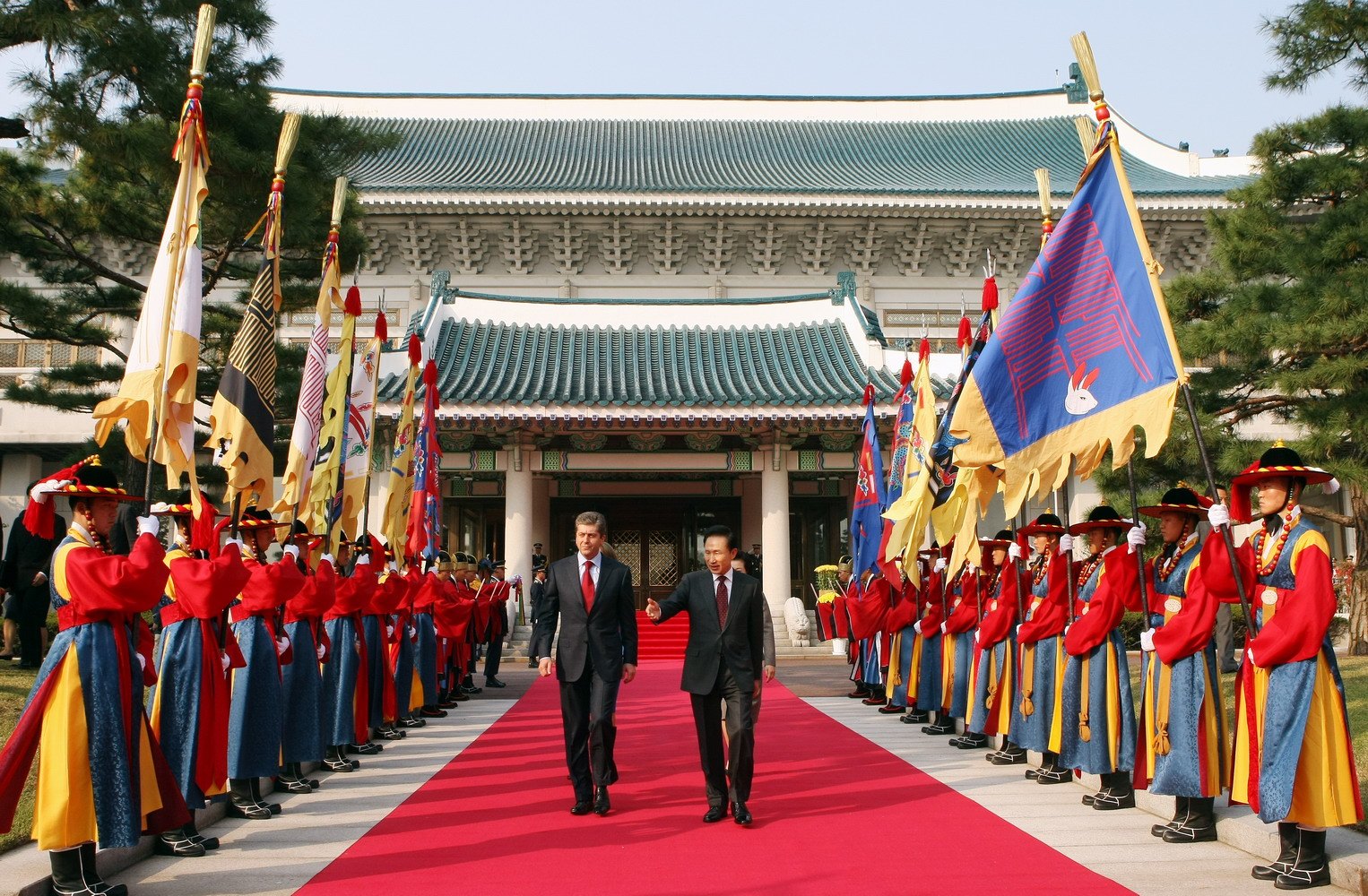
이명박 대통령과 게오르기 퍼르바노프 불가리아 대통령 (2009년)
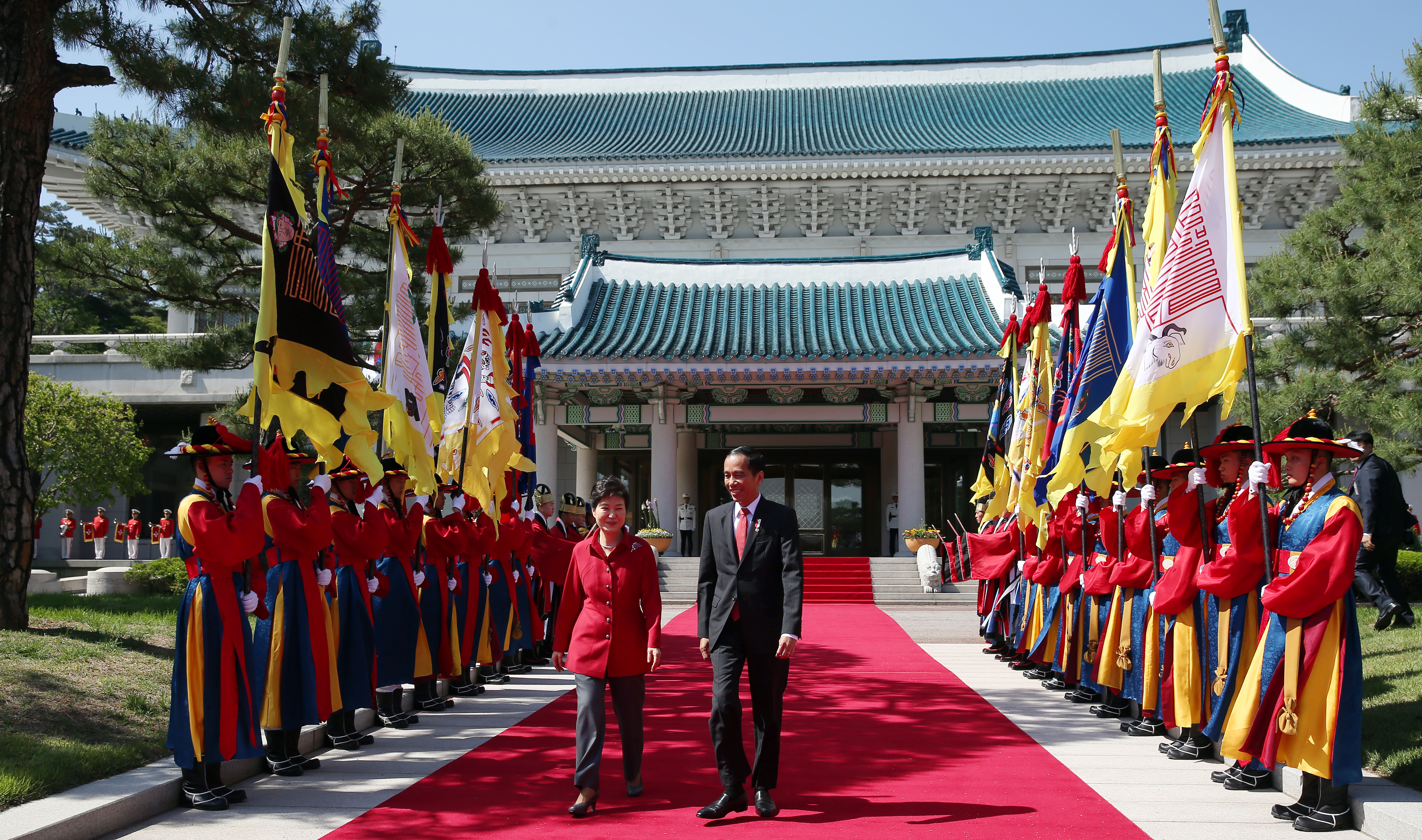
박근혜 대통령과 조코 위도도 인도네시아 대통령 (2016년)
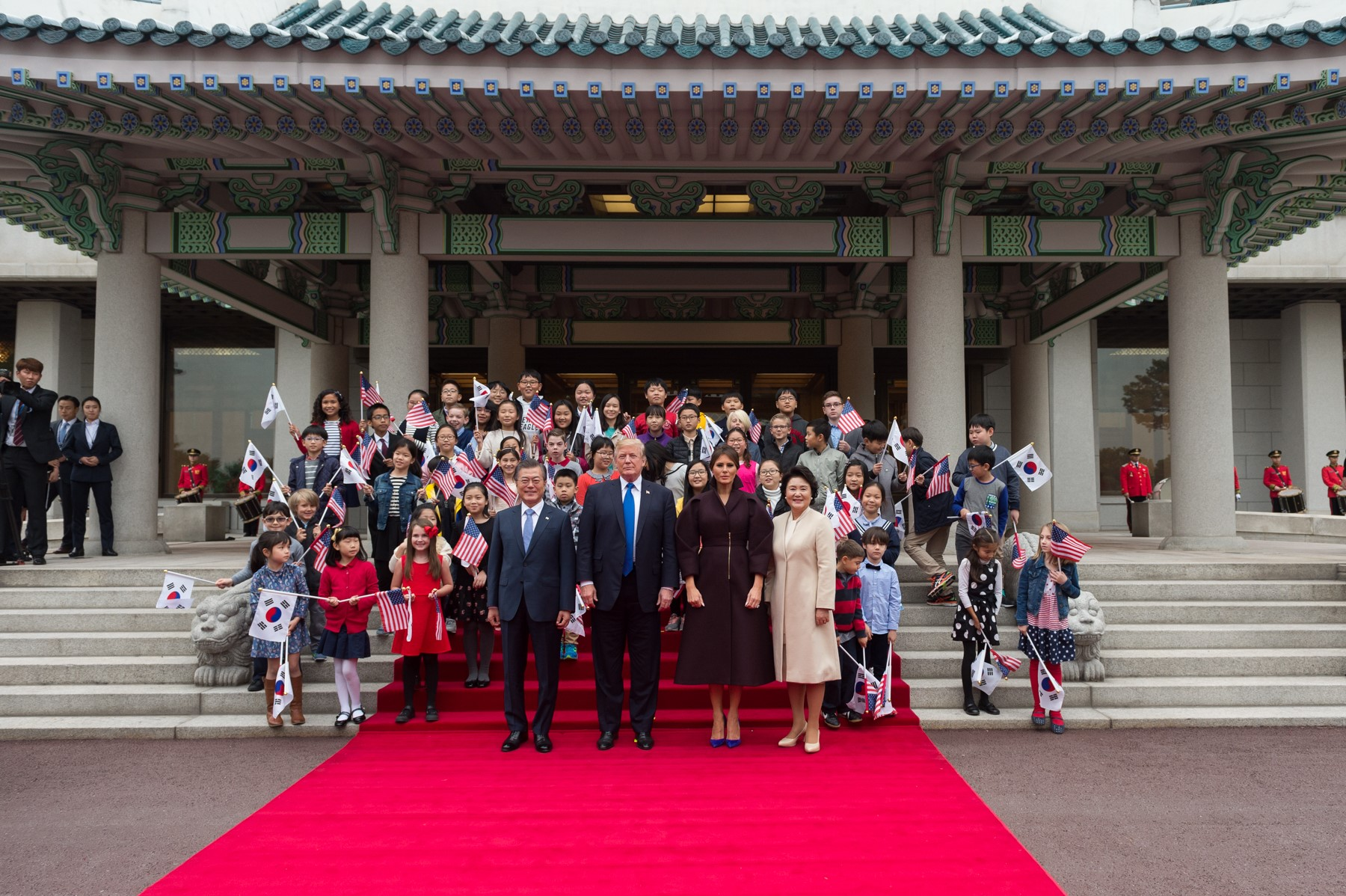
문재인 대통령과 도널드 트럼프 미국 대통령 (2017년)
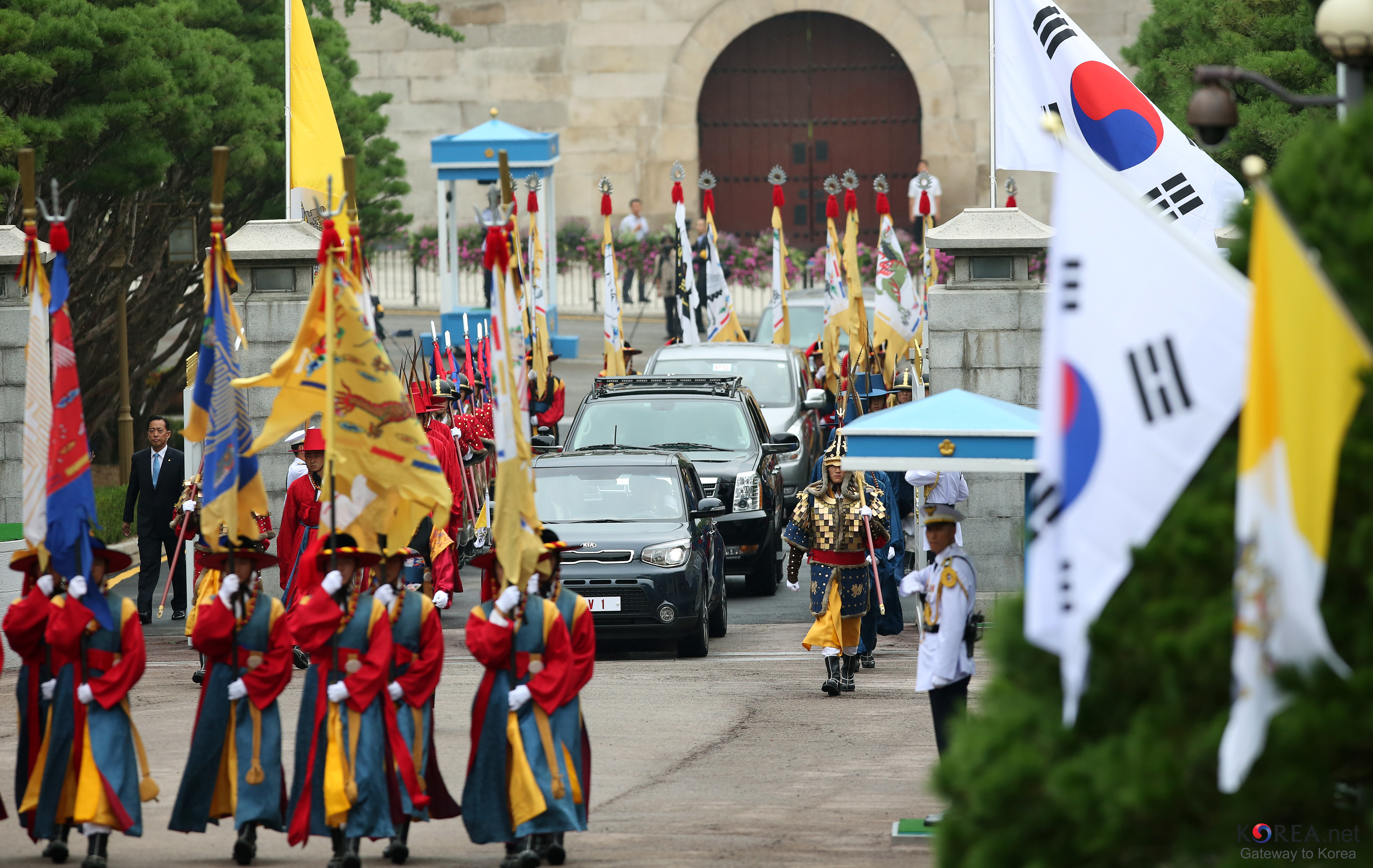
교황 프란치스코 공식 환영식 (2014년, 국방부 전통악대와 전통의장대)

### 역대 로고
청와대 로고는 김영삼 정부(문민정부) 시절이던 1995년에 처음 제정되었으며, 노무현 정부(참여정부) 시절이던 2005년에 색상과 글꼴을 수정한 로고가 공개되었다. 2008년에는 이명박 정부 출범과 동시에 권위적인 이미지를 탈피하기 위하여 개선한 새로운 로고가 공개되었다. 2013년에는 박근혜 정부 출범과 동시에 대한민국 청와대의 새로운 로고가 공개되었고, 이 로고는 2022년에 문재인 정부 임기가 끝날 때까지 사용되었다.
|             |
| 1995~2005년 |

|             |
| 2005~2008년 |

|             |
| 2008~2013년 |

|                      |
| 2013~2022년, 2025년~ |

## 주요 시설
청와대의 대지면적은 253,505㎡이며 평수로는 76,685평에 달한다. 일제강점기 당시 총독 관사의 대지면적은 644,337㎡였는데 해방 이후 230,980㎡로 줄어들었다가 사무 공간의 확대, 경호 등 관련 건물과 시설의 확충에 따라 지금의 수준으로 늘어났다. 청와대에 속하는 필지는 세종로 1번지, 삼청동 157-94번지 외 9필지, 세종로 1-91번지 외 17필지, 궁정동 1-2번지 외 43필지 등 73필지다.
문화방송(MBC)에서 2007년 12월부터 2008년 2월까지, 퇴임을 앞둔 노무현과 정부 주역들을 취재하여 청와대를 오가며 정권의 마지막 100일을 다큐멘터리로 제작하였는데, 이 프로그램에는 대통령의 집무실이 있는 본관부터 관저와 여민관까지 비밀스런 이야기들이 카메라에 담겼고, 이에 청와대 내부도 어느 정도 공개되었다. 이명박 역시 퇴임을 얼마 앞두지 않은 시점에 자체적으로 다큐 영상을 만들어 공개했는데 관저를 비롯한 청와대 내부가 역시 어느 정도 공개되었다. 문재인도 취임 후 100일을 맞아서 집무실을 공개하는 등의 소통 행보를 보여줬다.

### 본관
본관(本館)은 대통령의 집무 등에 사용되는 본 건물로 1991년 9월에 신축되었다. 대통령 집무실이 있으며 국무회의가 열리는 장소이다. 과거에는 수석보좌관 회의도 이곳에서 열렸다. 공간이 필요 이상으로 넓고, 업무와 소통을 위한 공간이라기보다 의전만을 위한 건축물에 더 가깝다는 비판도 존재하여 문재인 대통령이 취임하면서 공식적인 업무만 이곳에서 보기로 하였다. 본관 출입시에 사용되는 청와대 정문은 11문이라고도 부르며, 국무회의 때 장관급 이상이 출입하는 곳이다. 출입증을 보이고 얼굴 대조를 거쳐 통과가 허용된다. 내부는 문재인 대통령 취임 당일에 일부 공개된 바 있다.
전통 목구조와 궁궐 건축양식을 기본으로 하고 있는데 2층 본채를 중심으로 좌우에 각각 단층의 별채가 배치되어 있고 팔작 지붕을 올린 뒤 한식 청기와 15만 장을 이었다. 지붕에 올린 청기와 모습을 자세히 보면 수키와와 암키와, 수막새와 암막새 등 일반 기와 이외에 잡상(雜象)·취두(鷲頭)·용두(龍頭)·토수(吐首) 등 궁궐에서 볼 수 있는 장식 기와를 사용했다. 본관 1층에는 영부인의 집무실과 접견실인 무궁화실, 규모가 작은 오찬·만찬이나 다과 행사 때 사용하는 인왕실이 있다. 2층에는 대통령의 집무실과 접견실, 소수 인원이 참석해서 회의하는 집현실, 소규모 인원이 식사하는 백악실이 있으며 건물 앞의 잔디 마당은 국빈 환영 행사나 육·해·공군 의장대, 전통의장대 사열 등이 이루어진다. 서쪽 별채인 세종실은 국무회의와 임명장 수여 행사가 열리는 장소이며 동쪽 별채인 충무실은 중규모 오찬·만찬이나 간담회 등이 열리는 장소였다.

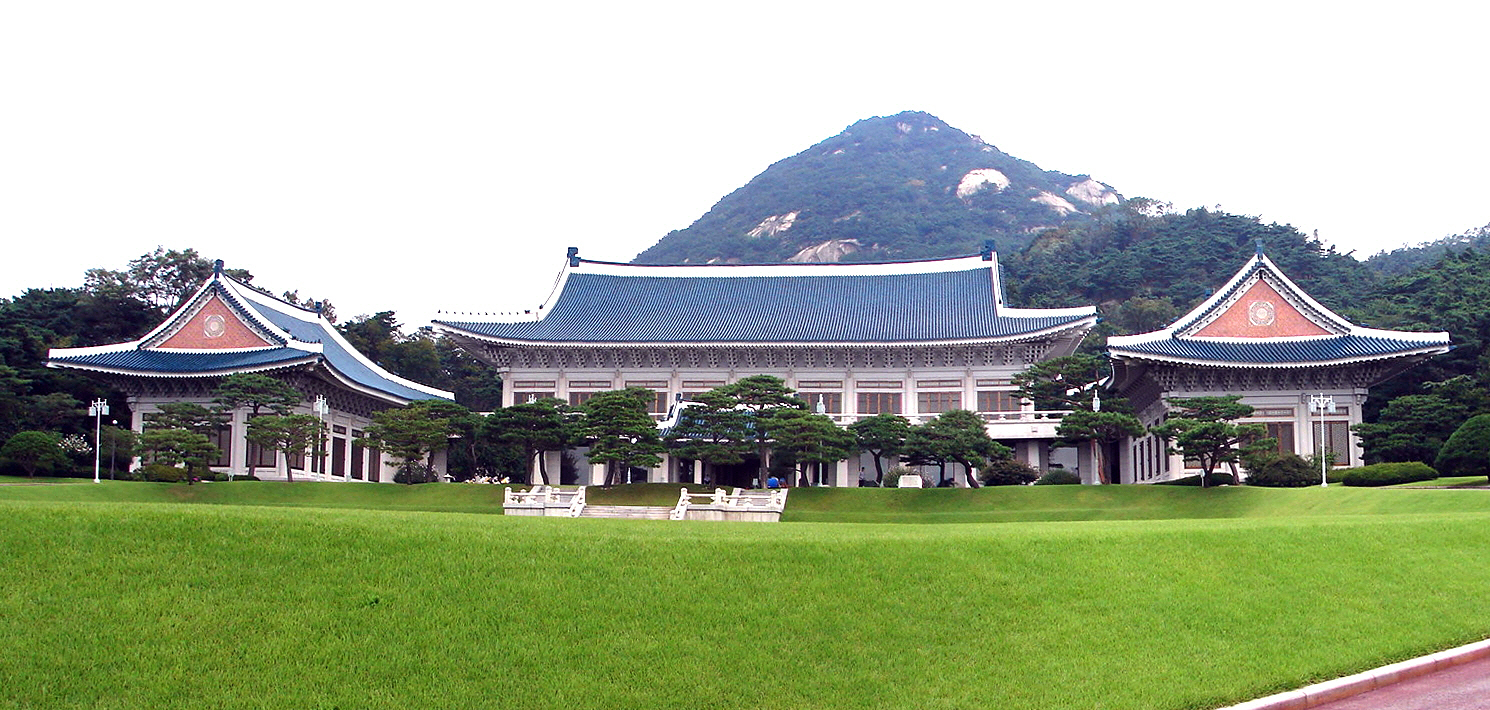
전경
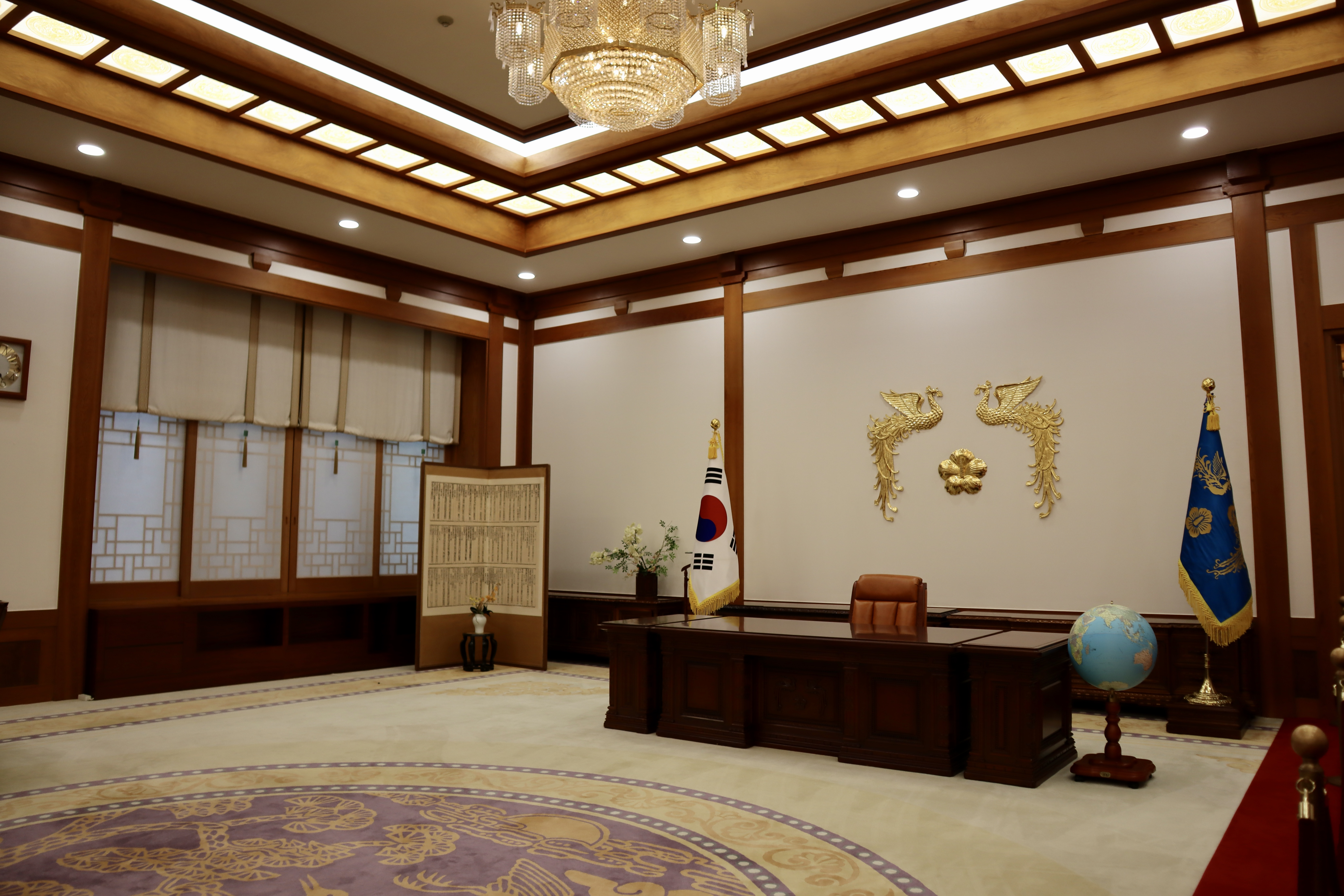
대통령 집무실
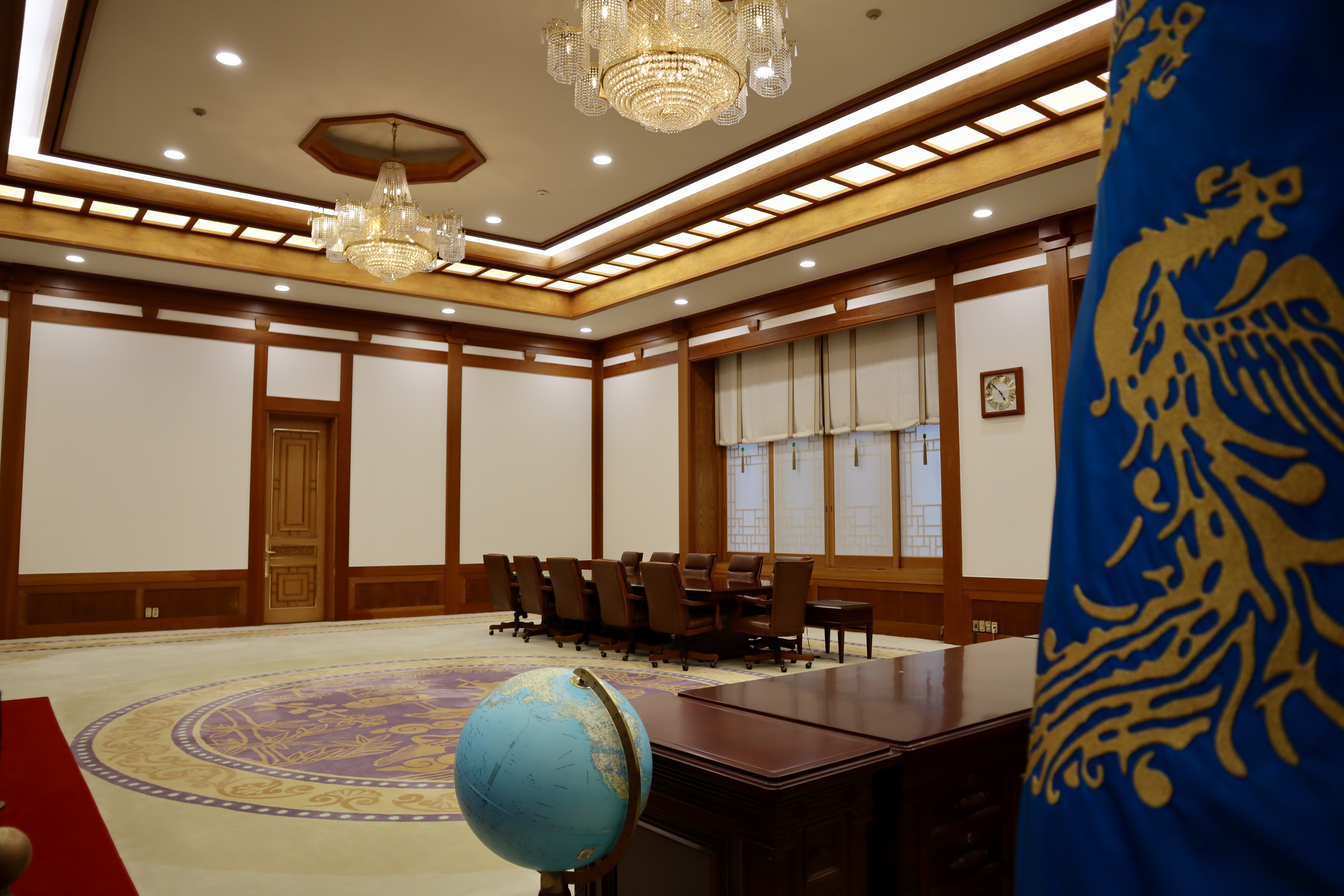
대통령 집무실
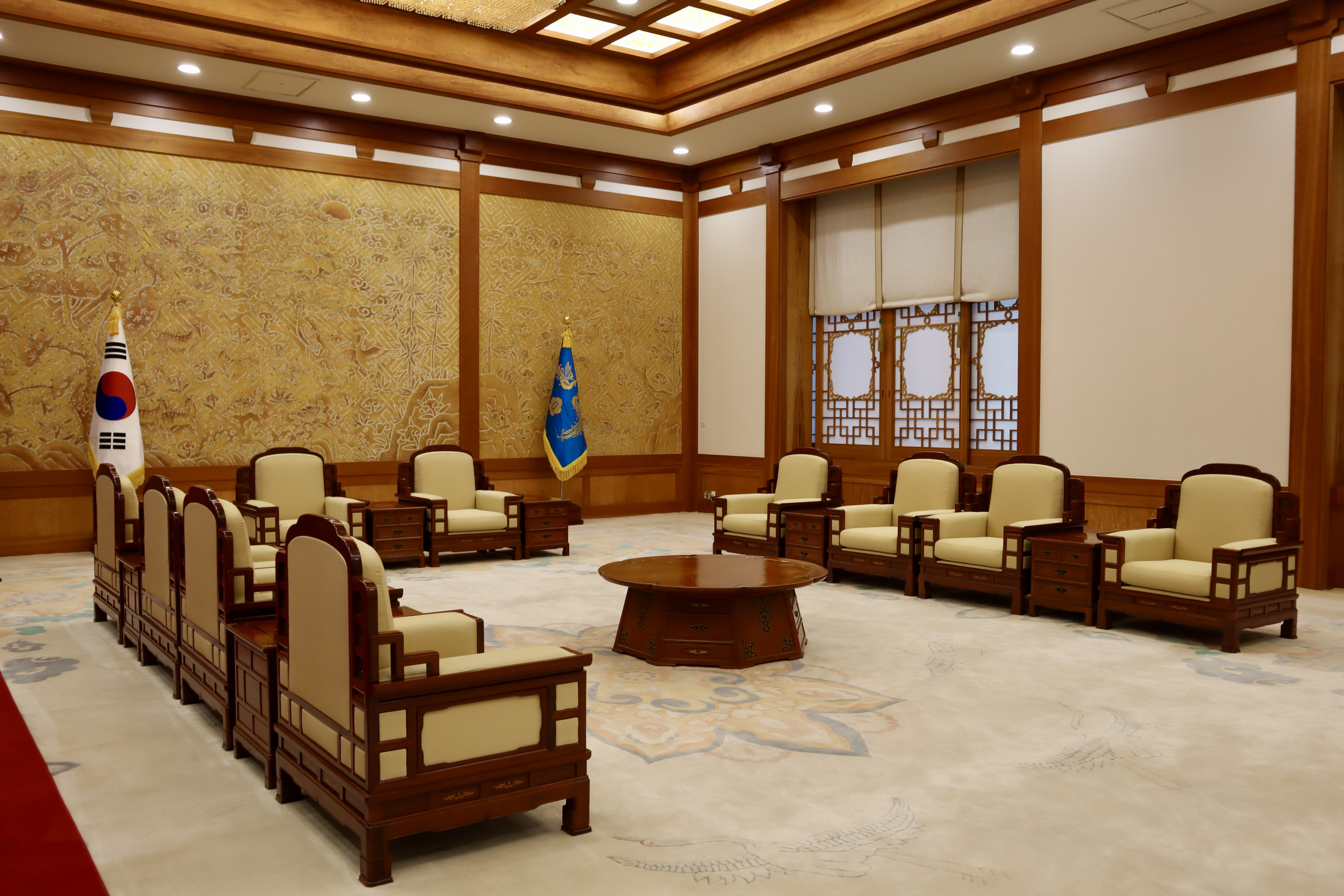
대통령 접견실

### 영빈관

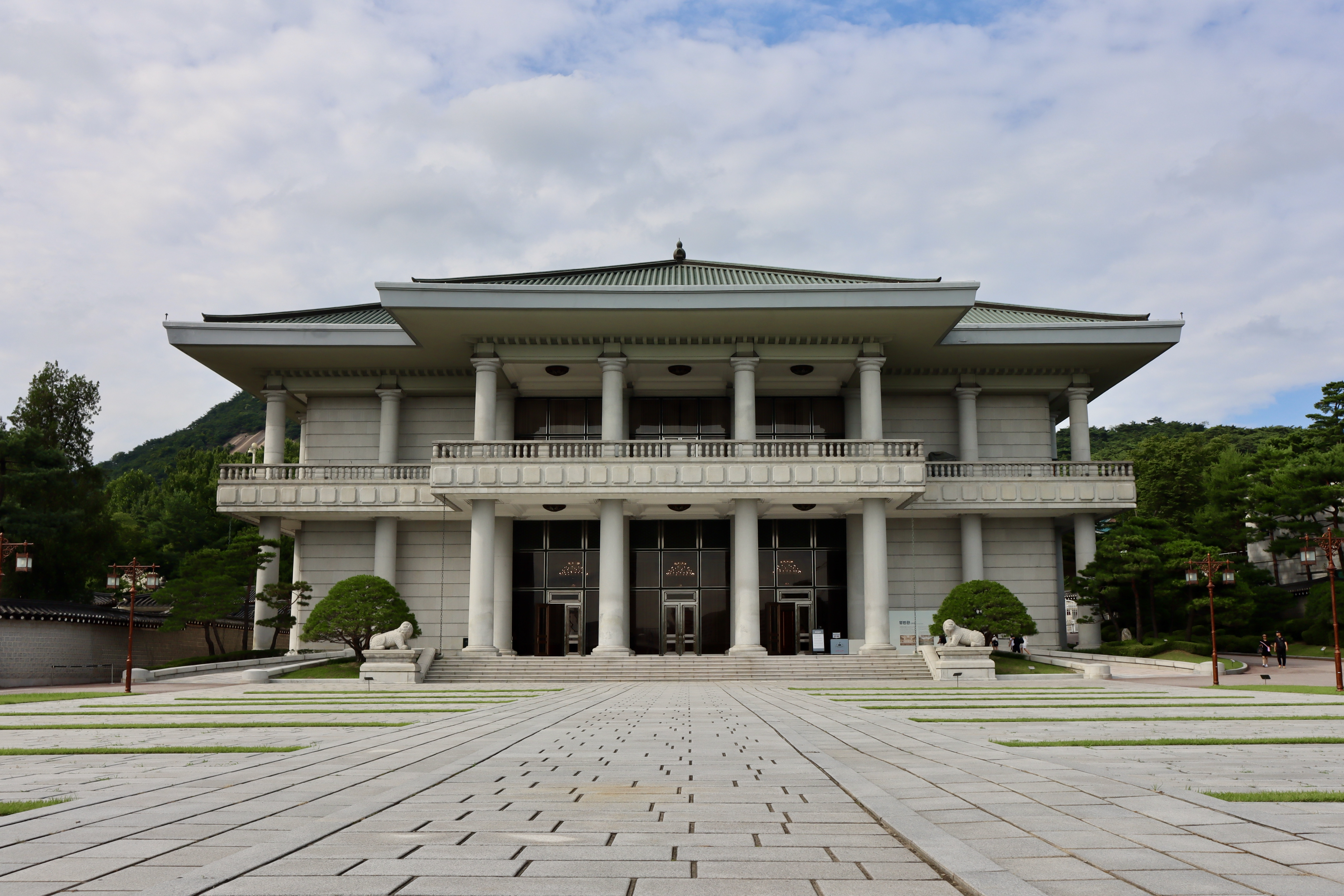
청와대 영빈관

영빈관(迎賓館)은 대규모 회의, 외국 국빈들 영접, 여러 공식 행사 등을 개최하는 건물로 1978년 12월에 준공됐다. 현재 청와대 경내의 현대식 건물 중 가장 오래된 건물이다. 1층은 대접견실로 외국 국빈의 접견 행사를 치르며 2층은 대규모 오찬 및 만찬 행사를 하는 곳으로 무궁화와 월계수 등으로 장식되어 있다. 하지만 용도가 엄격하게 구분되어 있지는 않다고 한다. 수용 인원은 250명 정도인데 숙소가 따로 없으며 한국적인 멋을 느낄 수 있는 장식이나 시설도 부족해 오·만찬 장소로 이용되는 거대한 연회장에 가깝다.

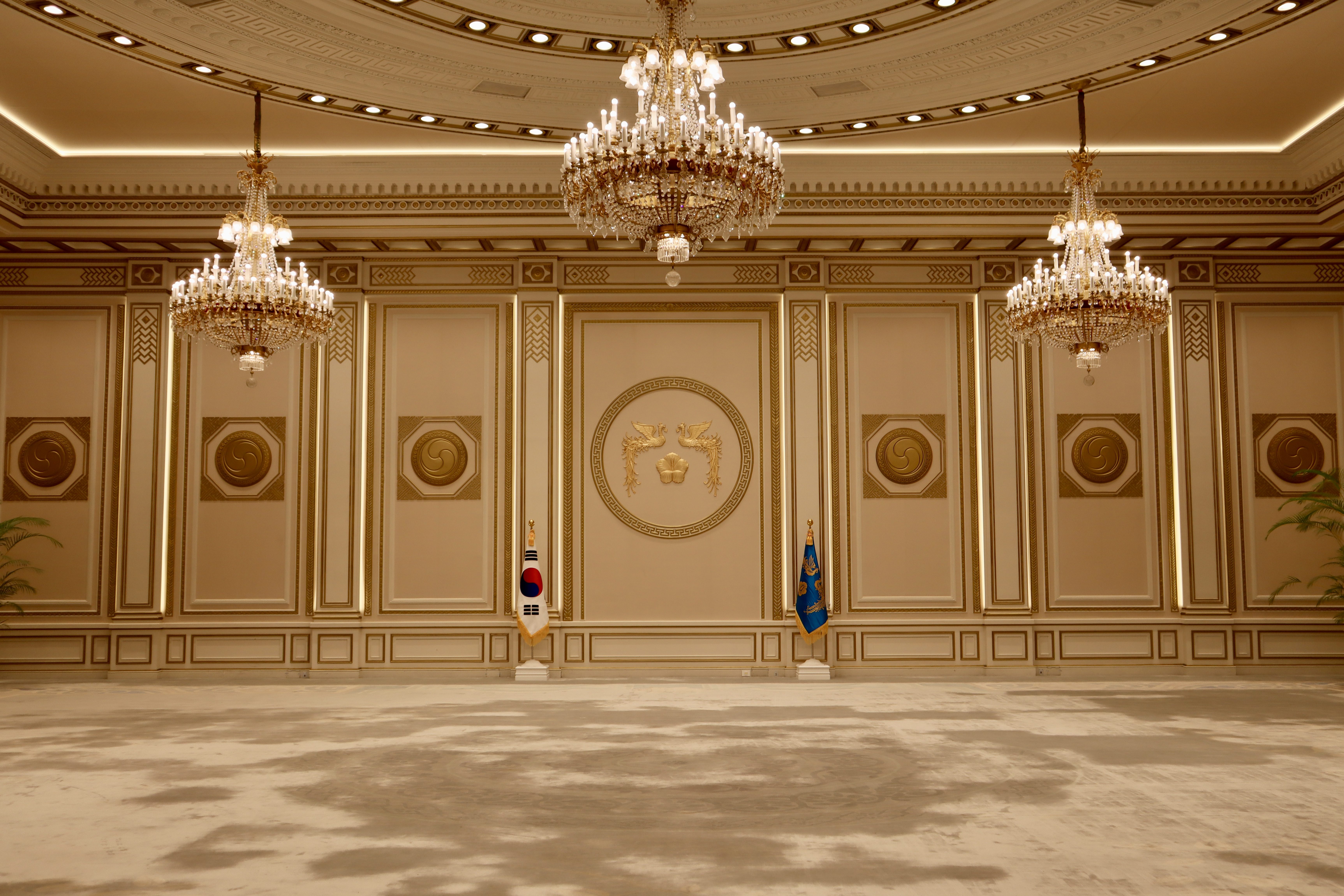
청와대 영빈관 내부

과거에는 청와대 내에 국빈을 맞이할 수 있는 공간이 따로 없었다. 그래서 조선호텔, 워커힐호텔 등을 활용하거나 한국의 집을 영빈관으로 사용했다. 1958년 이승만 정부는 영빈관을 짓기 위해 장충단공원을 국유화하여 공사를 시작했다. 4·19 혁명과 5·16 군사 정변으로 공사가 잠시 중단되기도 했지만 1967년 2월 신라호텔 영빈관이 완성됐다. 하지만 국빈 위주로 운영되어 경영난을 겪었고 결국 1973년 일반에 매각되어 지금의 신라호텔이 되었다.
이후 청와대 내에서 행사를 치를 공간이 필요하고 국가 위상에도 걸맞지 않다는 주장이 계속되었고 조선 시대 때 농사를 장려하는 뜻에서 만들었던 경농재(慶農齋) 옛 터에 지금의 영빈관을 짓는 공사를 1978년 1월 시작했다. 영빈관은 그해 말에 완성되었고 1998년 10월에는 주변의 노후 건물들을 정비해 2000년 6월 새롭게 단장했다.

### 청와대 대통령 관저

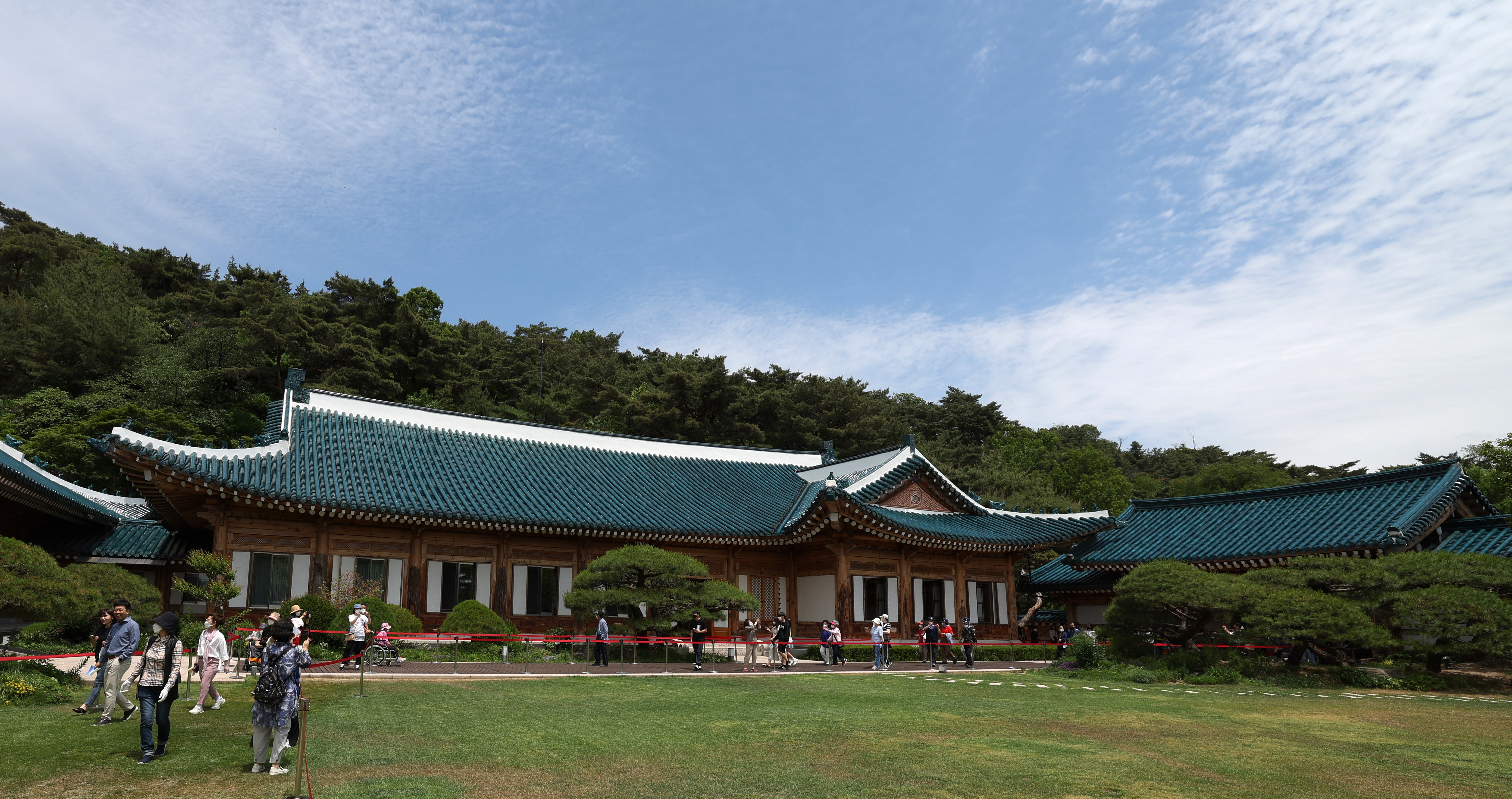
청와대 대통령 관저

청와대 대통령 관저(靑瓦臺 大統領 官邸)는 대통령과 그 가족이 생활했던 공간으로 1990년에 준공되었다. 대통령 가족의 사적인 공간이기에 청와대 내에서도 가장 폐쇄적인 공간으로 취재진에게도 잘 공개되지 않았다. 대통령으로 노무현이 재임 중인 2003년 3월과 11월에 관저 입구를 공개한 적이 있었으며 이명박도 재임 중에 가족 생활과 관련한 모습을 공개한 적이 있다. 이후 문재인도 대통령 재임 중에 관저 입구에서 출근하는 모습을 몇 번 공개했었다.

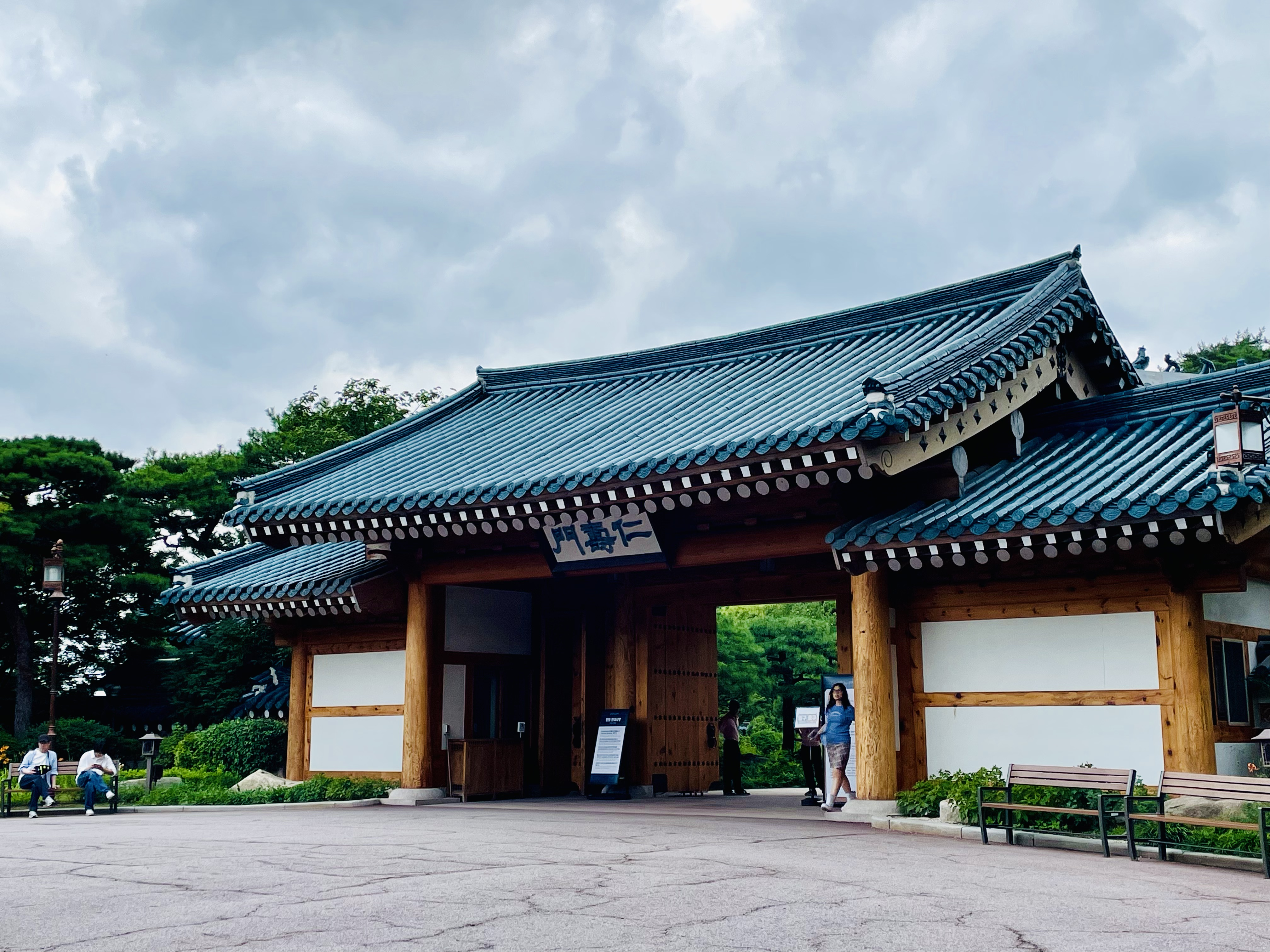
청와대 관저 인수문

박근혜가 대통령으로 재임 중일 당시 이곳에서 계약직으로 근무하며 집사 노릇을 했던 김막업이 훗날 검찰 조사를 받을 때 박근혜의 일상이 공개되었다. 이때 관저의 구조도 알려졌는데 그의 진술에 따르면 관저는 내실과 별채로 나뉘며 별채는 경호원이 상주하는 곳이었다. 당시 내실은 침실, 서재, 피트니스 룸, 소식당, 한실, 파우더 룸 등이 있었으며 대통령 침실엔 침대, 화장대, 서랍장, TV, 책상, 노트북, 인터폰 등이 비치되어 있었다. 별채에는 경호실, 조리실, 대식당, 접견실 등이 있으며 대식당은 외부 방문객이 식사하는 곳이고 접견실에는 회의용 탁자, 원형 식탁, TV 등이 있었다.
대통령의 임기를 마치고 청와대를 떠날 무렵에 전두환·노태우·노무현은 임기 마지막날까지도 청와대에서 머무른 뒤 다음 날 신임 대통령 취임식에 참석하고 청와대를 떠났으며 김영삼·김대중·이명박은 임기 마지막날에 청와대를 떠나 자택에 간 뒤 자택에서 자정까지 대통령으로서의 임무를 맡았다. 한편, 최규하와 박근혜는 후임 대통령이 정해지기 전에 물러났는데 두 사람은 모두 대통령 임기가 끝나고도 며칠 더 청와대에 머물렀다가 떠났다. 한편, 역대 대통령들은 취임과 동시에 입주하였으나 문재인은 시설 정비 사유로 취임한 지 3일째가 되어서야 입주했다. 이는 관저 준공 이래 처음 있는 일이었다.
노태우 정부 당시에 지금의 본관과 관저를 신축하기 전에는 당시 본관이었던 건물의 1층을 대통령 집무실로, 2층을 대통령 관저로 사용했다. 당시에는 1층과 2층을 연결하는 계단에 2개의 셔터가 있었다고 한다. 이후 노태우 정권 시절 기존 본관 뒤편에 지금의 대통령 관저 건물을 지었는데 주거 공간의 기능을 최대한 확보하면서 전통 건축 양식을 도입했다. 생활 공간인 본채와 접견 행사 공간인 별채를 배치하고 앞마당에는 전통 양식의 뜰과 사랑채를 만들었다. 대문은 인수문(仁壽門)이라고 하는데 '이 문을 사용하는 사람은 어질고 인덕이 많으며 장수한다'는 의미를 내포하고 있다.
관저 근처에는 오운정이라는 정자와 침류각(枕流閣)이라는 건물이 있다. 원래 지금의 관저 자리에 위치했지만 신축 공사를 하면서 지금의 자리로 이동됐다. 오운정 외에도 청와대 경내에 2~3개 정도의 정자가 있었지만 지금은 모두 철거하고 남아있지 않다. 오운정과 침류각 모두 지어진 연대는 알려지지 않았다. 다만 1907년에 만들어진 것으로 추정되는 북궐도형에 두 건물이 모두 언급되지 않는 것으로 보아 그 후에 지어진 것으로 보인다. 이승만 시대에 지어졌을 거란 얘기도 있는데 지금 오운정 현판도 이승만의 친필 글씨다.
소위 미남석불로 불리는 경주 방형대좌 석조여래좌상도 관저 주변에 위치한다. 이름에서 알 수 있듯 원래 경주시에 있었지만 일제 시대 때 데라우치 마사타케 총독이 총독 관저로 옮겼다고 한다. 1930년대 관저를 신축하면서 불상도 함께 옮겼다가 1989년 청와대 관저를 신축하면서 다시 지금의 자리로 이동했다.
2022년 5월 10일 윤석열 대통령 취임과 동시에 청와대는 대통령 관저로서의 기능을 상실하였다.

### 여민관
여민관(與民館)은 청와대 참모들이 일하는 곳으로, 총 3동으로 나뉘어 있다. 이명박 대통령 재임 시절에 위민관(爲民館)으로 변경되었으며, 문재인 대통령이 취임하면서 노무현 정권 시절 증축 당시의 이름이었던 여민관으로 환원되었다. 여민관은 《맹자》에 나오는 구절인 '여민동락'(與民同樂)에서 취한 것으로 '백성과 즐거움을 함께 한다'는 뜻이다. 한편, 위민은 '국민을 위한 정치를 펼친다'는 뜻으로 추측한다. 출범 직후의 문재인 정부는 기존의 위민관 명칭을 그대로 사용하겠다고 했으나 곧 번복하고 여민관으로 이름을 되돌렸는데 백성을 위한다는 뜻은 청와대가 주체고 국민이 객체라는 느낌을 줄 수 있기 때문이라고 그 이유를 밝혔다.
본관과 여민관은 약 500m 정도 떨어져 있는데 자동차로 5분, 걸어서 10분 정도의 거리다. 하지만 비서관들은 청와대 경내에서 사용 가능한 전용 차량이 없고 차량을 호출하는 것이 더 오래 걸리기 때문에 보고서를 들고 뛰거나 자전거를 이용했다고 한다. 이에 노무현은 여민1관을 신축하면서 한국형 웨스트 윙을 구상하며 내부에 대통령 집무실을 두고 여기서 자주 업무를 봤다. 하지만 집권 후반기에는 본관 집무실을 더 선호했다고 하며 이명박도 서너 차례 여민관 집무실에서 보고를 받았다고 한다. 박근혜는 재임 중에 여민관 집무실을 찾지 않았다가 문재인은 다시 여민관에서 업무를 봤다.
여민1관은 2004년 5월에 공사를 시작해 동년 12월 완성됐다. 연건평 974평 규모이며 지하 1층·지상 3층 구조다. 2층에 비서실장실과 국정상황실이, 3층에 대통령 간이 집무실과 소회의실·대회의실이 위치한다. 여민1관이 만들어지기 전 여민2관은 별관, 여민3관은 동별관이라 불렸는데 각각 1969년과 1972년에 준공해서 오래된 건물이다. 안전진단을 해보니 D등급이 나오기도 했으며 국회에서 먼저 보수 공사를 위한 예산을 배정해준 적도 있었다. 여민2관에는 청와대 도서관이 자리잡고 있는데 장서는 2018년 1월 기준 18,662권이다. 장서는 대여만 가능하며 도서관은 매달 신청을 받아 내부 검토를 거쳐 책을 구매한다.

### 수궁터
수궁터(守宮-)는 일제 시대 조선총독 관사 건물인 구 본관이 1993년 11월 철거된 뒤 그 자리를 옛 모습대로 복구한 후 옛날 경복궁을 지키던 수궁들이 있던 곳이라 하여 붙여진 이름이다. 그리고 관람객들에게 수궁터의 유래를 알리기 위한 안내판과 구 본관 기념 표석을 만들어두었다.

### 상춘재

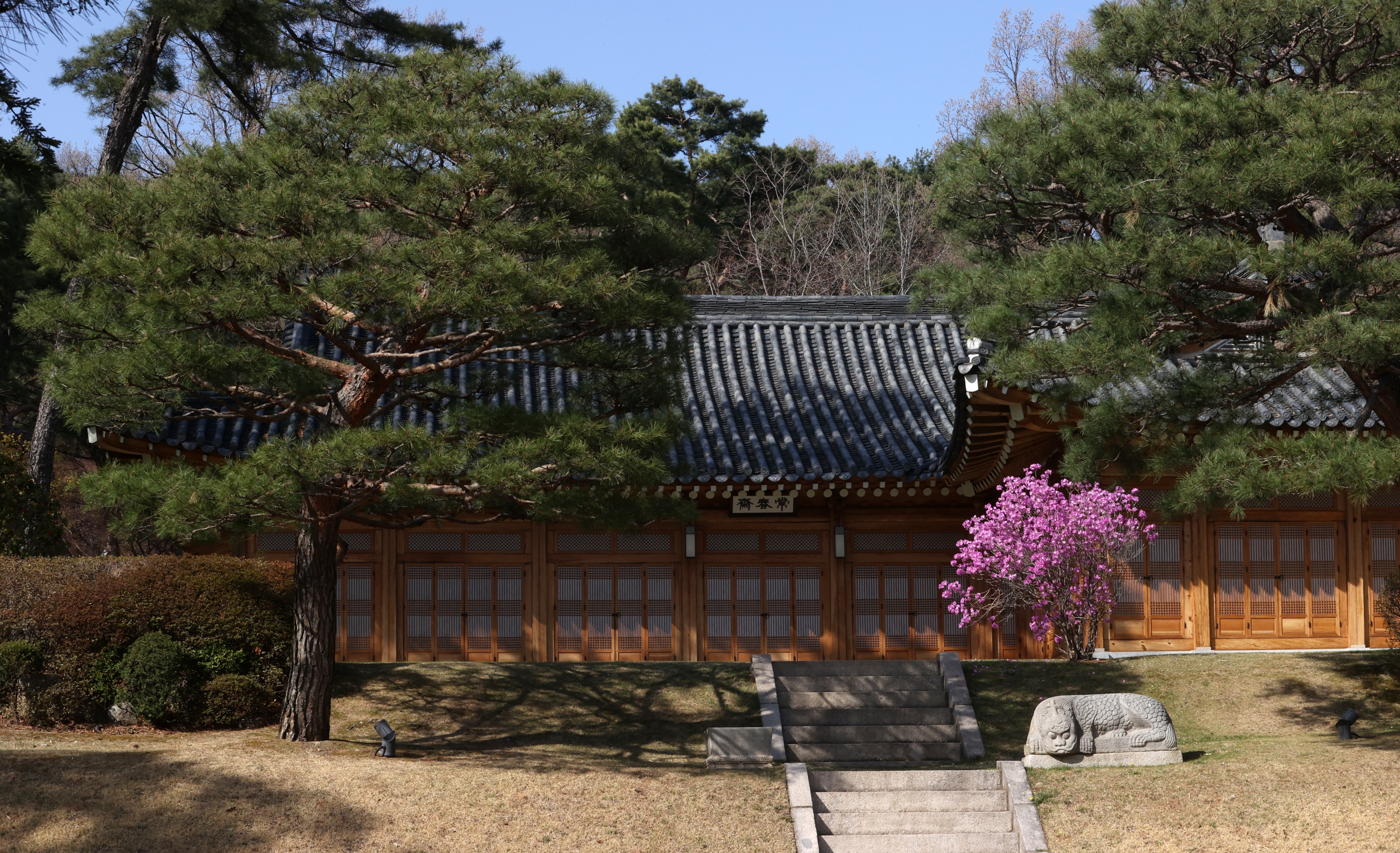
상춘재

상춘재(常春齋)는 청와대의 정원인 녹지원 뒤에 위치한 전통 한옥으로, 외빈 접견 및 비공식 회의 등에 사용되는 곳이다. 상춘재의 뜻은 '봄이 늘 계속되는 집'이다. 지금의 상춘재 자리는 일제 시대 때 일본식 목조 건물인 매화실(梅花室)이라는 별관이 있던 자리다. 약 66m2 규모의 크기였다. 정부 수립 이후 상춘실(常春室)로 바뀌었는데 다과나 만찬 행사 등 의전용 건물로 쓰였다. 이후 1978년 3월 상춘실을 헐고 73m2 규모의 천연슬레이트 지붕의 양식 목조건물인 상춘재를 신축했다. 1982년 11월 기존 상춘재를 헐어버리고 417.96m2 규모의 한옥을 반년 만에 완성하면서 현재의 모습을 갖추게 되었다. 청와대 경내에 건립된 최초의 전통 한옥인데 200년이 넘은 춘양목(春陽木)을 활용했다고 한다. 내부는 대청마루로 된 거실과 온돌방 2개가 있다.
전두환은 상춘재에서 외빈을 접견하고 비공식 회의를 자주 열었다고 한다. 후임 대통령들도 비공식 간담회나 외국 정상과의 회담 장소로 사용했다. 박근혜는 임기 중 상춘재를 한 번도 사용하지 않다가 탄핵 심판이 진행중이던 2017년 1월 상춘재에서 신년기자간담회 등을 열었다. 문재인은 취임 후에 상춘재를 애용했으며 습기 등으로 곳곳이 훼손된 상춘재의 보수 공사도 이때 진행됐다.

### 녹지원
녹지원(綠地園)은 청와대 경내에서 가장 아름답다고 일컬어지는 곳으로 120여 종의 나무가 있다. 이 중에는 역대 대통령의 기념 식수도 있다. 일제 시대 조선총독 관저의 정원이었으며 가축사육장과 온실 등의 부지로 사용하기도 했다. 정부 수립 이후인 1968년 청와대 내에서 야외 행사장의 기능을 할 수 있는 공간이 필요해지자 잔디를 심고 녹지원을 조성했다. 초기의 녹지원은 5,289㎡ 규모였지만 1985년 5,620㎡ 규모로 확장됐다. 현재 녹지원은 어린이날, 어버이날, 국제 장애인의 날 등 다채로운 행사를 진행하고 있다.

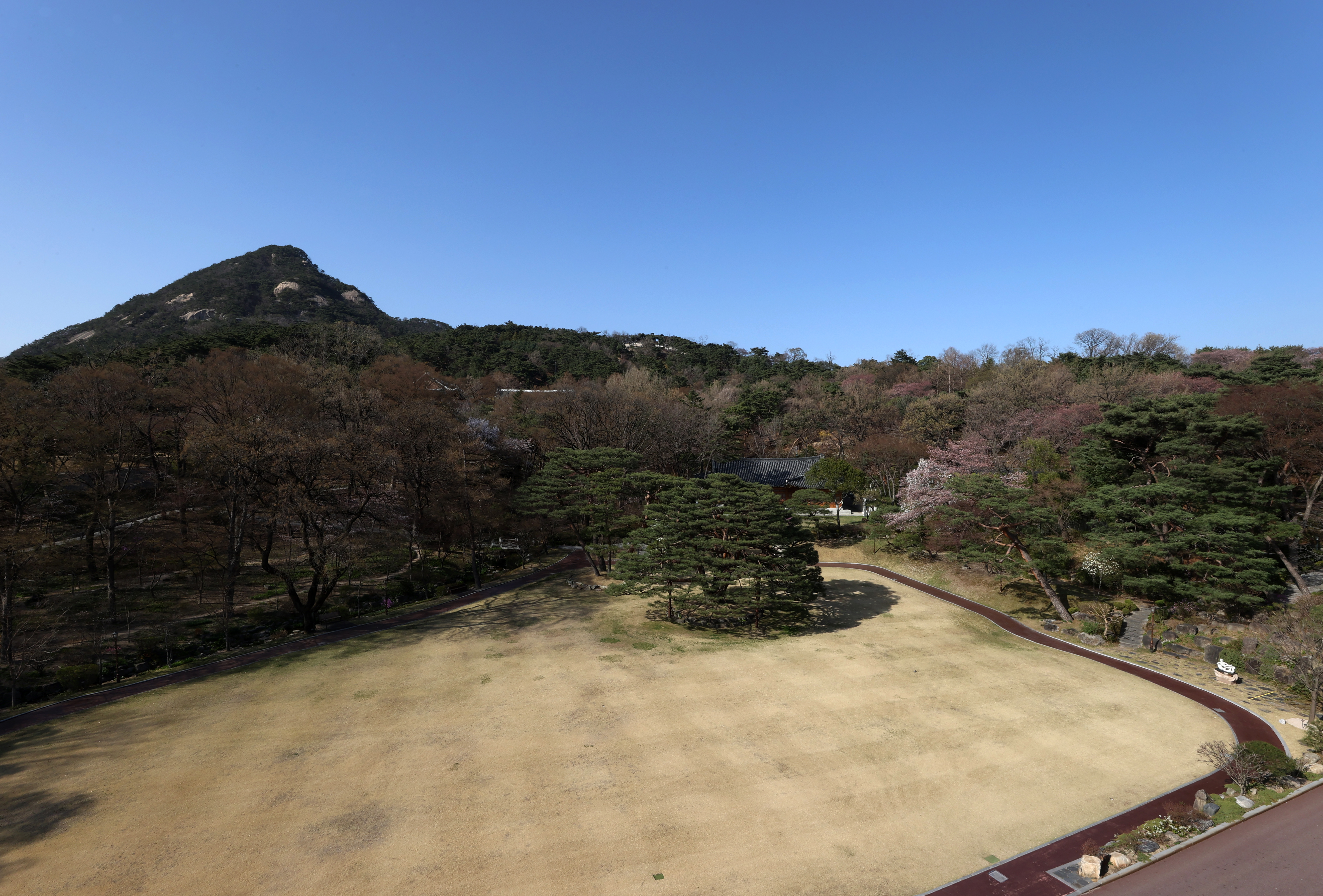
녹지원 전경
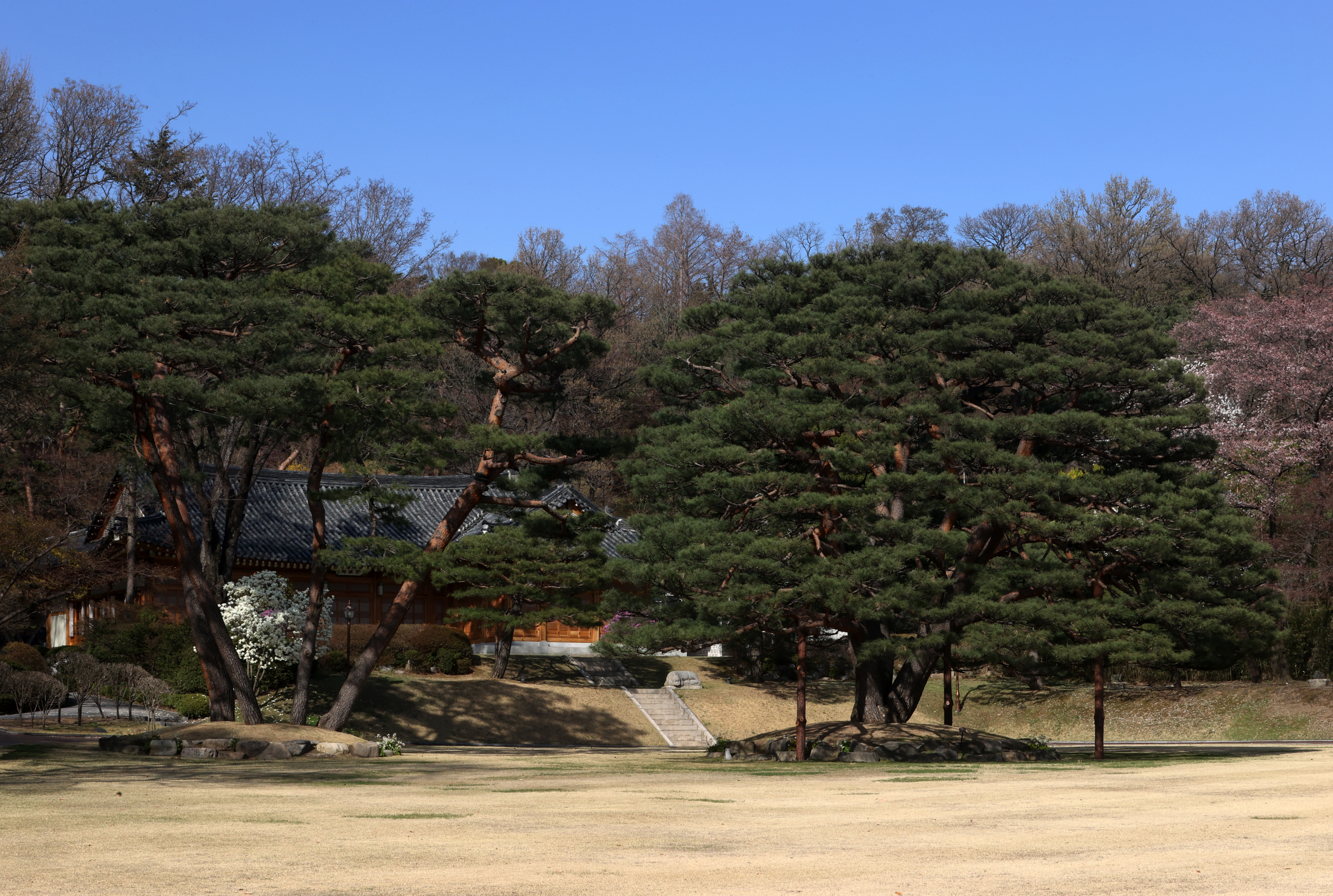
120여 종의 나무가 있는 녹지원
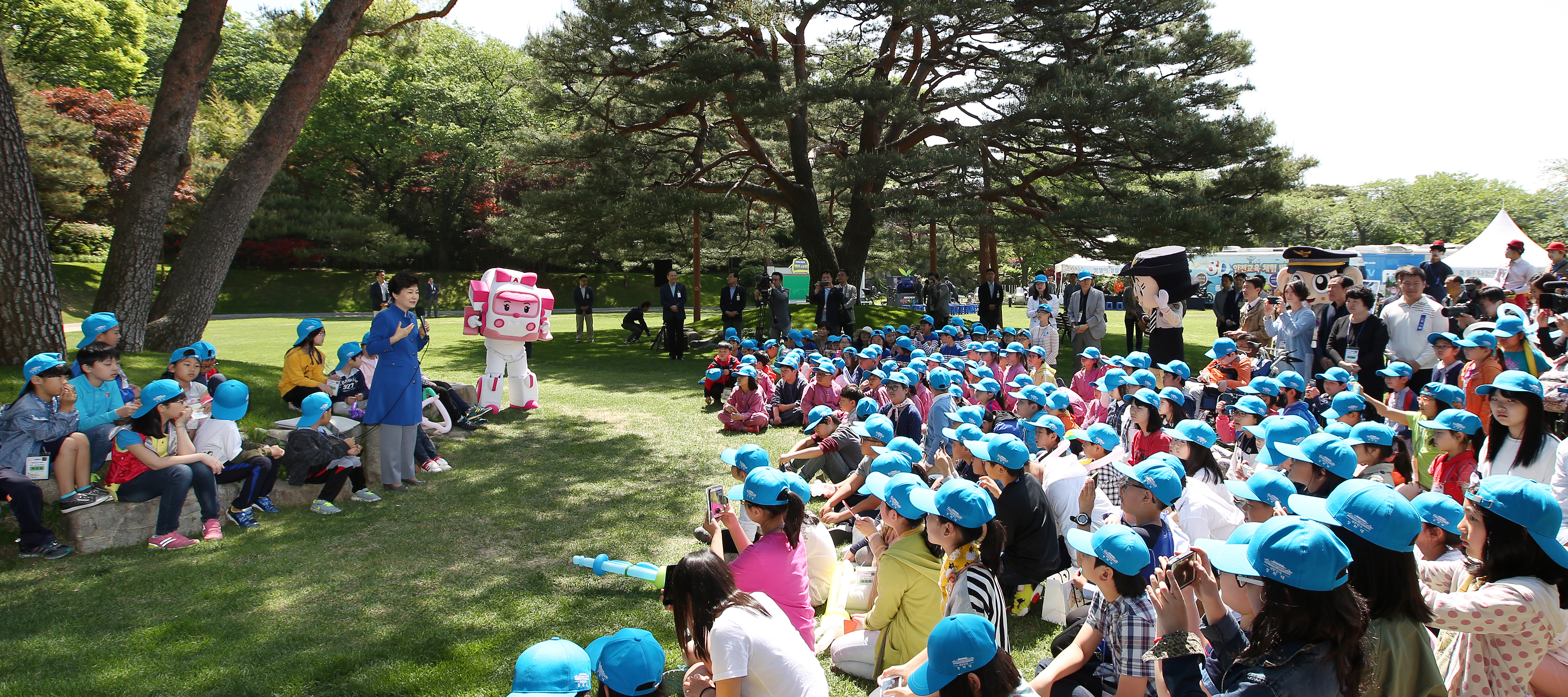
행사에 사용 중인 모습

### 춘추관
춘추관(春秋館)은 대통령의 기자회견 장소와 출입기자들의 기사송고실로 사용되는 곳으로 1990년 9월에 준공되었다. 연건평 1,028평 규모로 지상 3층·지하 1층 구조이며 맛배 지붕에 토기와를 얹었다. 춘추관이란 명칭은 고려 시대와 조선 시대에 있었던 춘추관에서 유래했다.
김대중 정부까지는 기자들이 자유롭게 청와대 경내의 비서동에 가서 비서관을 취재하는 일이 가능했다. 하지만 노무현 정부 때부터 보안이 강화되면서 출입 기자들의 청와대 경내 출입이 전면 금지되고 춘추관에서만 취재할 수 있도록 바뀌었다. 청와대 관계자가 브리핑을 할 때는 춘추관을 찾아와서 브리핑을 한다. 기자들은 순번에 따라 대표로서 취재한 뒤 그 내용을 공유하는 풀(Pool) 기자 시스템을 사용하고 있어 청와대 취재에 상당한 제약이 따른다.

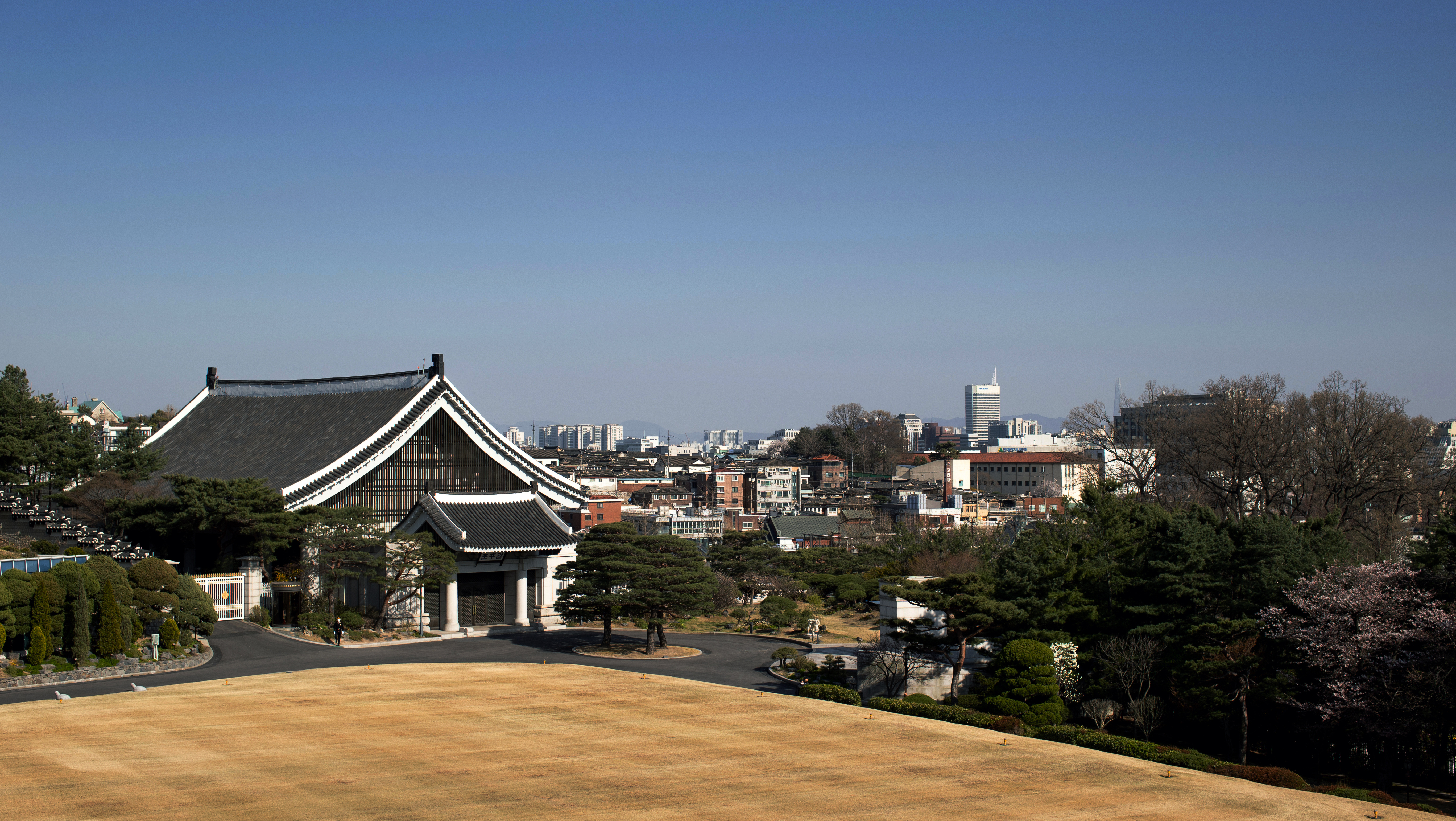
춘추관 외부
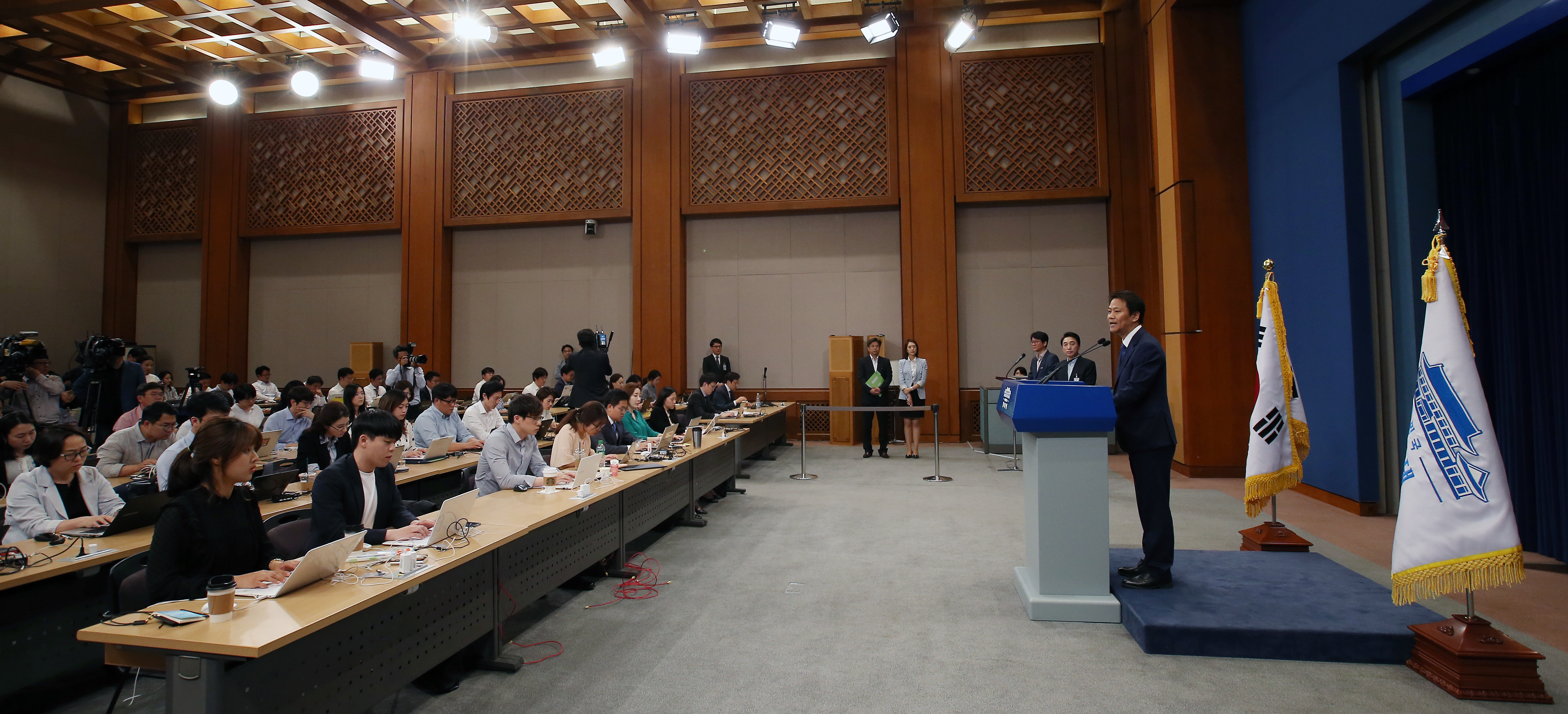
춘추관 내부
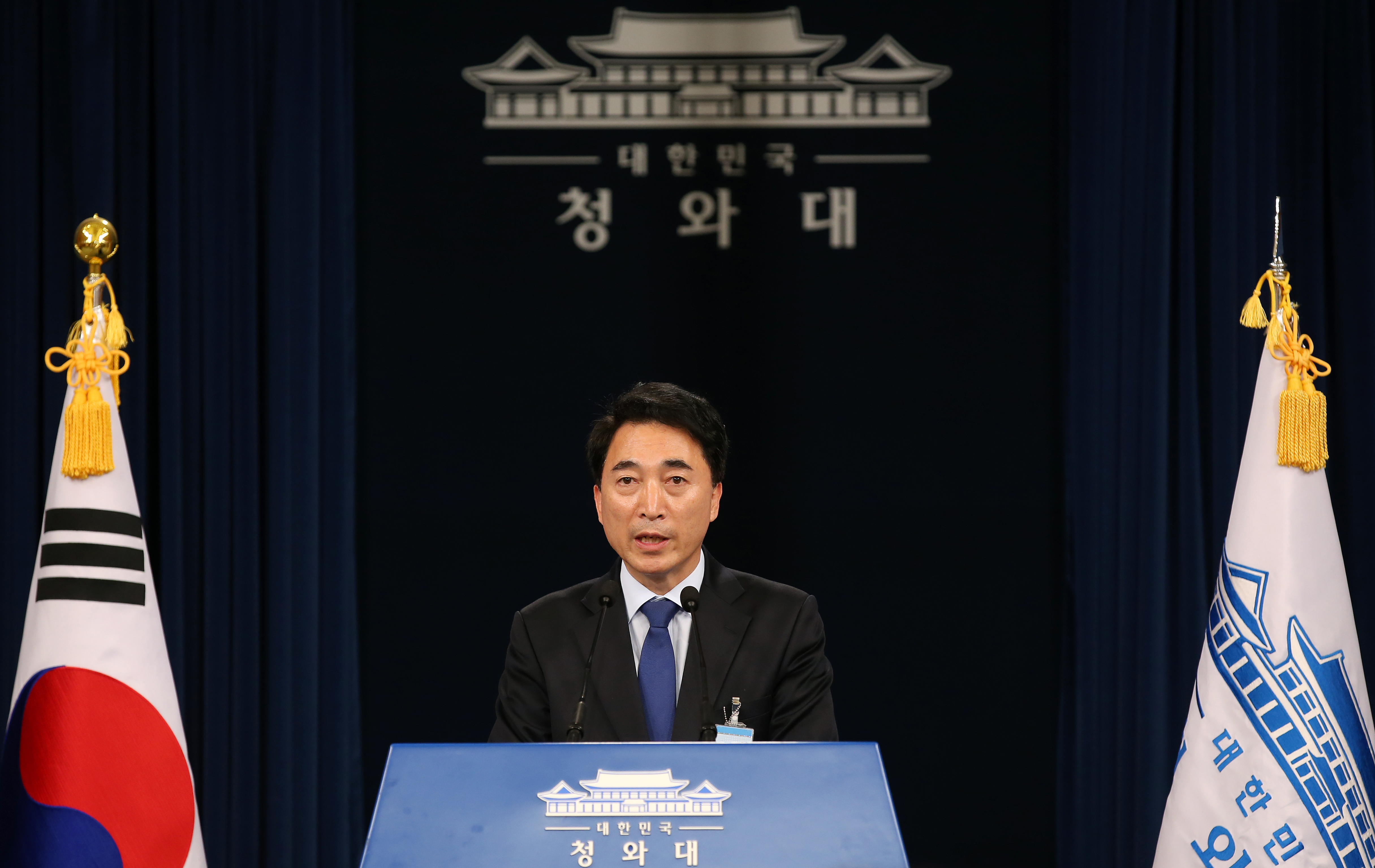
청와대 브리핑

### 무궁화동산
무궁화동산(無窮花東山)은 1993년 7월 기존에 존재하던 궁정동 안가를 철거한 뒤 만든 시민공원이다. 안가 5채를 헐어 조성했으며 10,560㎡ 규모다. 동산의 정원은 청와대 쪽을 향하고 있으며 후문은 창의문 쪽을 바라보고 있다. 동산 가운데에는 중앙광장이 있는데 이곳의 가운데에는 궁정동을 의미하는 우물 정(井) 자 모양의 우물이 있다. 또한 박정희가 최후를 맞이한 자리인 과거의 안가 나동 대연회장 자리에는 길이 30m, 높이 3m의 돌담이 위치하고 있다.

### 칠궁
칠궁(七宮)은 청와대 영빈관 바로 옆에 자리한 조선 시대의 사당이다. 왕비에 오르지 못한 후궁 7명의 신위를 모셨기 때문에 칠궁이라고 한다. 청와대 보안 및 경비의 문제로 칠궁의 관람은 청와대 관람을 신청한 사람에게만 해설 관람이 허용되고 있다.
1·21 사태를 계기로 칠궁 북쪽 궁장을 철거하여 도로를 만들었다. 상습 교통사고 발생 지역인 것도 이유 중 하나였지만 청와대의 경호를 강화하기 위한 목적도 컸다. 이 공사로 저경궁과 대빈궁이 지금의 자리로 옮겨졌다. 이후 칠궁은 관람이 금지되었다가 2001년 청와대 관람과 연계하여 다시 일반에 공개됐다.

### 서별관
서별관(西別館)은 청와대 본관 서쪽에 위치한 회의 전용 건물로, 헬기장을 사이에 두고 춘추관과 마주하고 있다. 바로 앞에 위치한 연풍문은 청와대 직원들이 출입하고 외부인이 출입 절차를 밟는 곳이다.
청와대 내부에 위치하고 있으며 여민관에서 거리가 있고 출입 기록이 남지 않아 보안을 유지하기 쉽다는 장점 때문에 이른바 '서별관 회의'라 불린 비밀 회의가 종종 열리기도 했다. 1997년 IMF 경제 위기를 논의하기 위해 처음 회의가 열렸으며 이후 역대 정부에서 계속 열렸다. 2002년 10월 대북송금 사건 청문회 때 엄호성 한나라당 의원의 발언을 통해 처음 그 실체가 외부에 알려졌다. 이명박 정부는 경제부총리·한국은행 총재·금융위원장·청와대 경제수석 등이 참여하는 거시정책협의회란 이름으로 매주 화요일 정기적으로 경제 현안을 논의했다. 하지만 비밀 회의기에 회의록을 비롯한 어떤 기록물도 남기지 않아 밀실 합의라는 비판이 자주 나왔다.
박근혜 정부 당시 대우조선해양에 대한 정상화 지원방안으로서 4조 2,000억 원 규모의 자금 지원이 서별관 회의를 통해 결정되면서 논란이 확대됐다. 경제 방침을 정하고 부실 대기업과 은행의 운명을 좌우하는 결정이 비밀 회의에서 결정되는 것에 대한 비판이 거세졌던 것이다. 이를 계기로 '관치의 온상'으로 불리던 서별관 회의는 2016년 6월을 마직막으로 더 이상 개방되지 않다가 문재인 정부 출범 이후인 2018년 12월 경제현안조율회의란 이름으로 부활했다.
2019년 11월 겉모습을 그대로 살리되 서별관 내부 구조를 리모델링했다. 낙후되고 폐쇄적인 건물이라 리모델링이 필요했고 청와대 경내에 회의실이 부족하기도 하여 이루어진 것이었다. 밀실에서 진행되던 회의를 양지로 끌어올리고 고위급 협의장에서 실무급도 이용하는 회의장으로 변모시키는 것도 목적이었다. 리모델링 과정에서 건물 이름도 바꿀 것을 고려했지만 이는 무산되었는데 이유는 "오명을 받아왔던 서별관이라는 이름을 긍정적으로 바꿀 수 있는 계기가 될 수 있을 것"이었다.

### 시화문과 연풍문
시화문(時和門)과 연풍문(年豊門)은 정문과 구분되는 청와대의 출입문이다. 연풍문은 청와대 방문객에 대한 안내 건물 역할도 하며 2009년 2월에 준공됐다. 지상 2층·지하 1층 규모로 859m2 크기다. 1층에는 방문객 안내실·휴게실·출입게이트·농협 청와대지점이 있고 2층에는 북카페와 접견실이 있다. 지열시스템과 태양광시스템을 적용한 친환경 건물이다.
연풍문은 청와대 관계자가 참석하는 각종 공식·비공식 회의가 열리는 곳으로서 논란이 되기도 했다. 2009년 SK텔레콤, LG유플러스, KT 등 이동통신 3사 임원을 불러 거액의 기금 출연을 종용했다는 의혹이 있었고 국방·행정안전·통일·외교통상 등 정책보좌관들이 참석하는 비밀 모임 묵우회도 연풍문에서 열린다는 폭로가 있었다. 2016년 미르재단 관계자가 연풍문 회의에 참여했다는 얘기도 있었다.
청와대에 안내실이 생긴 배경은 1970년의 일이었다. 이후 노무현 정부 당시인 2007년 8월 당시 안내실의 이름이었던 55면회실과 22안내실을 각각 북악안내실과 분수대안내실로 고쳤다. 이 숫자들은 안내실이 위치한 자리에 있던 경비 초소의 번호였는데 방문객들의 이해를 도울 수 있는 간편하고 이해하기 쉬운 말로 바꾸고자 했던 것이었다. 이명박 정부가 들어선 뒤에는 소파 두 개 외에는 편의 시설도 거의 없던 기존의 안내실을 대대적으로 공사하여 지금의 모습을 갖추게 되었다. 북악안내실과 분수대안내실의 이름도 각각 연풍문과 시화문으로 바꾸었는데 이는 '화합의 시대를 열고 해마다 경제가 성장한다'는 뜻인 시화연풍에서 따온 말이었다. 또한 방문객과 직원들이 이용할 수 있는 구내 입점은행도 만들었으며 최종적으로 농협이 선정됐다.
청와대 정문은 대통령과 외국 정상, 국무위원 등 극소수만 사용할 수 있으며 대부분의 청와대 직원들은 연풍문이나 시화문으로 출입한다. 경호동과 인접한 시화문은 주로 경호관들이 이용하고 여민관과 인접한 연풍문은 비서실 직원들이 주로 사용한다.

### 청와대사랑채
청와대사랑채는 청와대 또는 청와대 근처를 방문하는 관광객등을 위하여 만들어진 건물로, 한국의 역사와 문화를 배울 수 있는 공간이다. 내부에는 역대 대통령에 관한 것들 등이 전시되어 있고, 전시관도 조성되어 있다. 또한, 외국인을 대상으로 한식 프로그램도 진행하고 있다.
1층은 한국관광전시관과 기념품점, 쉼터 등이, 2층에는 청와대관과 국민소통체험관 등이 있다.
청와대의 역사와 옛 사진, 그리고 청와대의 비교 대상이 되는 경복궁의 옛 사진과 역사가 이곳 청와대사랑채에 모두 전시되어 있고, 기념품을 판매한다.
본래 이 자리는 대통령비서실장 공관이 있던 곳인데 1996년 2월 청와대 앞길을 개방하면서 국민들을 위한 편의와 볼거리 제공을 위한 복합문화공간으로 바뀌었다. 이 당시에는 효자동 사랑방으로 불렸으며 건물이 노후화돼 2010년 1월 리모델링하여 지금의 모습과 이름이 되었다. 1층에는 국가홍보관, 서울홍보관 등이 있으며 2층에는 대통령관, 국정홍보관, G20휴게관 등이 위치했었다.

## 경호

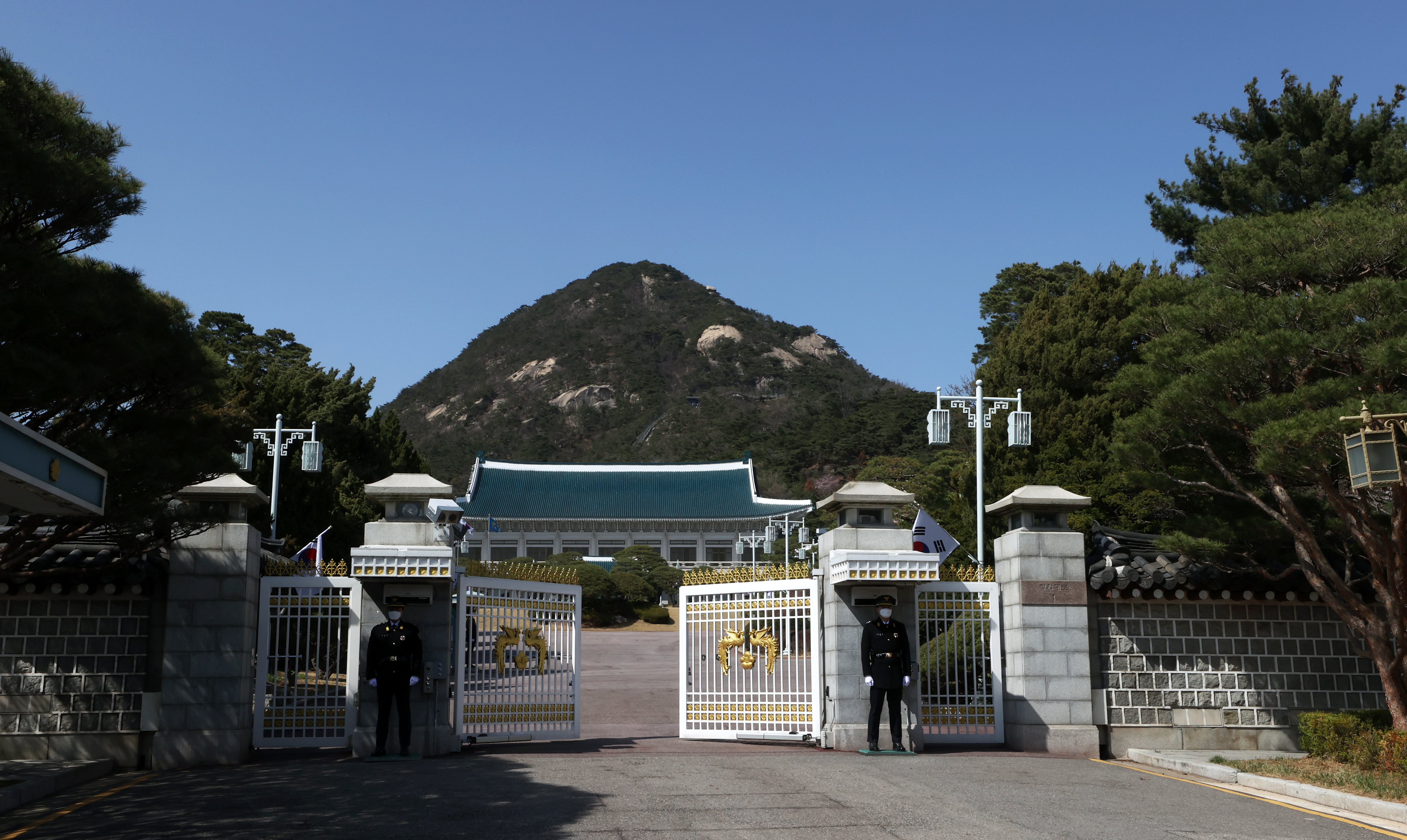
정문 경호

청와대 경호는 대통령경호처가 담당하며 경찰과 군도 경호 업무를 맡는다. 경찰 조직에선 서울특별시경찰청 소속 101경비단·202경비단·22경찰경호대 등 세 기관에서도 청와대의 경비·경호를 담당한다. 101경비단은 청와대 내곽을 경비하고 202경비단은 외곽을 경비한다. 경찰경호대는 대통령 외부 행사장에서 경호를 맡는다. 인원은 경비단이 700여 명 수준이고 경호대는 100~150명 정도다. 군 조직에선 수도경비사령부 소속 제1경비단이 외곽 경비를 담당한다. 산하에 2개 대대와 전투지원중대·장갑중대·방공대가 있는데 과거 존재하던 30경비단과 33경비단을 통합하여 창설됐다. 소속 병력은 2,000여 명 수준이다.

## 풍수
옛 경복궁 후원에 조선 총독의 관저가 들어섰다가 6년만에 일본 제국이 패망하고 이 관저를 물려받은 한국 대통령들의 말년이 불운하여 풍수 논쟁은 오래 전부터 있었지만 본격적인 논쟁은 노태우 때 청와대 본관과 관저를 분리하는 공사를 하면서 '천하제일복지'(天下第一福地)라고 각자된 바위가 발견되면서부터다.
최창조 전 서울대학교 지리학과 교수는 1990년대에 "청와대 터는 죽은 영혼들의 영주처이거나 신의 거처"라고 '청와대 흉지(凶地)론'을 주장했다. 그 외에도 다수의 풍수지리 연구가들은 청와대가 앞으로는 남산과 관악산, 뒤로는 북악산 등의 정기를 받고 있지만, 북악산에 많은 바위가 풍수에서는 '살기(殺氣)'에 해당하므로 청와대 터는 좋지 않다고 말했다.
조수범 단국대학교 풍수지리학과 박사는 한(恨) 많은 후궁들이 거처하던 7궁의 자리, 한때 무수리들의 임시 무덤과 군사들의 무예 훈련장으로도 사용되었던 소외되고 버려진 땅이 청와대 터라고 소개했다. 그는 청와대 터가 주변의 잡스러운 기운에 노출되어 있으며, 경복궁도 조선 시대 내내 길지다 흉지다 이견이 많았다고 하였다.
반대로 청와대가 풍수지리학상 길지라고 주장하는 사람들도 많다. 890년 전인 고려 시대에도 남경의 이궁(왕궁)이 들어섰고 광복 후 수십 년 만에 세계 10위권 경제 대국으로 거듭날 만큼 국가의 기운이 융성한데 땅이 무슨 문제냐는 얘기다. 대통령의 말년이 순탄하지 않았던 건 정치 시스템상의 문제이고 개인의 욕심에 의한 것이므로 청와대 터와는 무관하다는 주장이다.

## 사진

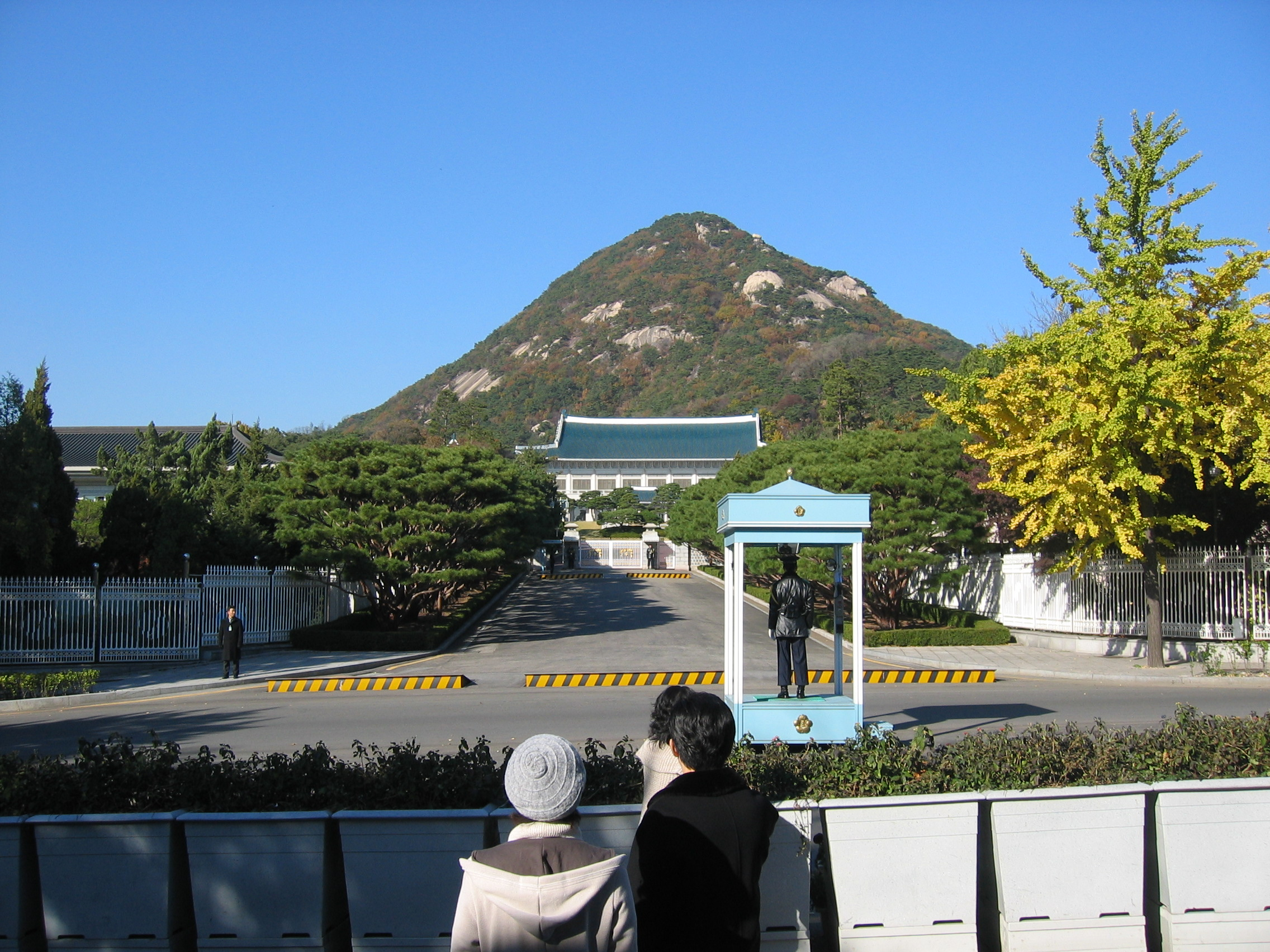
청와대 정문(경복궁에서 바라본 모습)
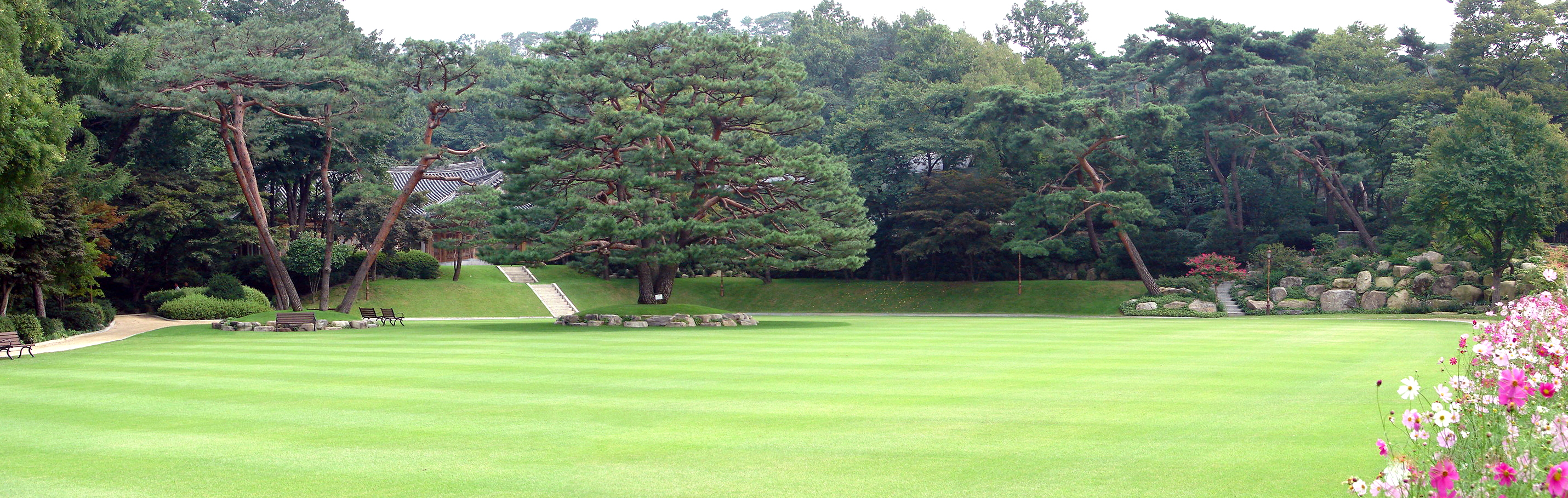
청와대 정원
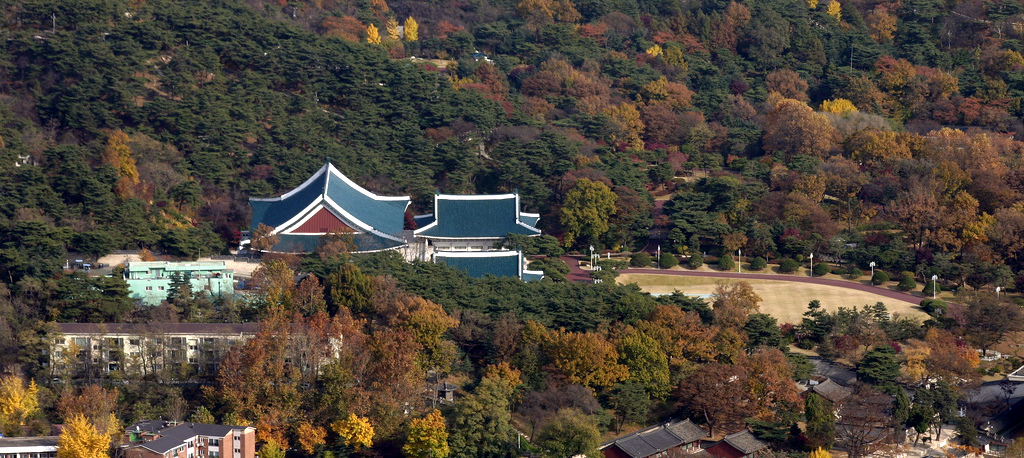
항공에서 바라본 청와대의 모습

## 같이 보기
- 청와대 국민청원
- 국회의사당
- 조선총독부 청사와 관사
- 경복궁

### 내용주
1. ↑  회맹단의 정확한 위치는 불명이지만 정선의 그림과 기록에 의하면 신무문 밖 북동쪽 부근인 것이라 추정된다.
2. ↑  경무대란 이름의 기원은 확실치 않다. 경복궁의 '경' 자와 경복궁 북문인 신무문의 '무' 자를 따온 것이란 얘기가 있지만 근거는 없다.
3. ↑  한국의 집은 일제 시대 때 총독부 정무총감의 관저였던 곳이다. 해방 이후 미군정에 접수되었고 정부 수립 후에는 공보처가 관리하면서 영빈관으로 활용됐다. 6.25 전쟁 당시 제임스 밴 플리트 미8군 사령관의 관저로 사용되기도 했는데 이때 코리아 하우스라고 불렸다.
4. ↑  경상북도 봉화군 춘양면 일대에서 자생하는 소나무를 말한다.
5. ↑  해당 바위의 글자는 중국 청나라의 영향을 받았다는 얘기도 있고 남송 시대의 사람인 오거의 글씨를 집자(集子)한 것으로 추정하는 경우도 있다. 또한 해당 바위가 노태우 때 관저 공사를 하면서 처음 발견됐다고 알려져있지만 청와대 근무자들 사이에선 이미 알려져 있었다고 한다. 바위의 크기는 가로 250cm, 세로 120cm이며 300~400년 전에 만들었다는 얘기도 있고 150년 전에 만들었다는 주장도 있다.

### 참조주
1. 1 2 3 4  이성우 (2019년 12월 17일). “[이성우의 청와대와 주변의 역사·문화 이야기(1)] 청와대는 언제부터 왕궁터였나”. 《월간중앙》. 2022년 4월 2일에 확인함.
2. 1 2 3  임미나 (2022년 3월 20일). “[대통령실 용산 이전] 변화 맞는 600여년 '사대문 한양도성'”. 《연합뉴스》 (서울). 2022년 4월 2일에 확인함.
3. 1 2 3  정광용 (2011년 5월 27일). “[부산일보 그때 그 늬우스] 청와대(靑瓦臺)로 개명(改名)”. 《부산일보》. 2022년 4월 2일에 확인함.
4. 1 2  유석재 (2022년 3월 20일). “역사 속으로 사라지는 청와대, 그 영욕의 900년史”. 《조선일보》. 2022년 4월 2일에 확인함.
5. ↑  백승렬 2006, 19쪽.
6. ↑  강영수 (2003년 1월 5일). “[청와대 小史] 노태우씨 91년 본관 신축”. 《국민일보》. 2022년 4월 2일에 확인함.
7. ↑  이종혁 (2022년 3월 20일). “권력 정점이자 구중궁궐 비판…영욕의 75년史 靑, 역사속으로”. 《매일경제》. 2022년 4월 2일에 확인함.
8. ↑  이충재 (2017년 12월 3일). “[지평선] 청와대 지하벙커 쓰임새”. 《한국일보》. 2022년 4월 2일에 확인함.
9. 1 2 3 4 5  유설희 (2022년 3월 20일). “‘탈권위’ 상징 청와대 이전 공약의 역사…김영삼부터 문재인까지 ‘단골 공약’”. 《경향신문》. 2022년 4월 2일에 확인함.
10. ↑  조준묵 (2008년 3월 3일). “[방송제작기]대한민국 대통령을 만나다”. 《PD저널》. 2022년 4월 2일에 확인함.
11. ↑  이성수 (2013년 2월 15일). “'이 대통령의 하루' 다큐 영상 첫 공개”. 《MBN》. 2022년 4월 2일에 확인함.
12. 1 2  “대통령 집무실은 어떤 모습일까?”. 《YTN》. 2017년 8월 18일. 2022년 4월 2일에 확인함.
13. ↑  이현정 (2017년 5월 12일). “[문재인 대통령 시대] 靑본관서 나온 文대통령 ‘여민관’서 참모들과 일한다”. 《서울신문》. 2017년 5월 13일에 확인함.
14. ↑  신인섭 (2017년 5월 10일). “[포토사오정] 문재인 대통령의 첫날...홍은동 자택에서 청와대까지”. 《중앙일보》. 2017년 5월 12일에 확인함.
15. ↑  백승렬 2006, 38쪽.
16. 1 2  박기람 (2021년 1월 7일). “[서울 랜드마크⑫]대통령이 사는 언덕 위의 ‘푸른 기와집’…청와대”. 《아주경제》. 2022년 4월 2일에 확인함.
17. ↑  이성우 (2020년 1월 17일). “[이성우의 청와대와 주변의 역사·문화 이야기(2)] 청와대는 기와 색깔로 이름 지어졌다”. 《월간중앙》. 2022년 4월 2일에 확인함.
18. ↑  “연회만 가능한 반쪽 영빈관, 방한 정상들 숙박은 호텔서”. 《중앙선데이》. 2010년 4월 3일. 2022년 4월 2일에 확인함.
19. 1 2  이성우 (2020년 9월 17일). “[이성우의 청와대와 주변의 역사·문화 이야기(10)] 외국 귀빈 맞는 영빈관(迎賓館) 변천사(제2부 대한제국~현재)”. 《월간중앙》. 2022년 4월 2일에 확인함.
20. ↑  도광환 (2017년 11월 4일). “[사진톡톡] 그곳이 궁금하다, 청와대 대통령 관저”. 《연합뉴스》 (서울). 2022년 4월 2일에 확인함.
21. ↑  조성식 (2018년 7월 31일). ““朴대통령, 철저히 혼자 있길 원했다””. 《주간동아》. 2022년 4월 2일에 확인함.
22. ↑  인현우; 박서영 (2022년 3월 26일). “역대 대통령, 청와대 떠나는 순간 어땠나”. 《한국일보》. 2022년 4월 2일에 확인함.
23. ↑  손제민 (2017년 5월 10일). “청, 관저 정비 중…문 대통령, 자택서 2~3일 ‘출퇴근’”. 《경향신문》. 2017년 5월 12일에 확인함.
24. 1 2 3  이성우 (2019년 2월 17일). “[이성우의 청와대와 주변의 역사·문화 이야기(3)] 청와대 자리는 명당(明堂)일까”. 《월간중앙》. 2022년 4월 2일에 확인함.
25. ↑  이성우 (2020년 3월 17일). “[이성우의 청와대와 주변의 역사·문화 이야기(4)] ‘풍류’ 돋보이는 오운정과 침류각”. 《월간중앙》. 2022년 4월 2일에 확인함.
26. ↑  이성우 (2020년 5월 17일). “[이성우의 청와대와 주변의 역사·문화 이야기(6)] 경주 미남석불(美男石佛)이 관저 뒤뜰에 있는 까닭”. 《월간중앙》. 2022년 4월 2일에 확인함.
27. ↑  노효동; 강병철 (2017년 5월 12일). “靑비서동 명칭, 盧정부 시절 '여민관'으로 변경(종합)”. 《연합뉴스》 (서울). 2017년 5월 13일에 확인함.
28. ↑  정호진 (2020년 4월 22일). “[두유노우] “여민관” vs “위민관”.. 靑 비서동 이름의 비밀”. 《파이낸셜뉴스》. 2022년 4월 2일에 확인함.
29. ↑  조미현 (2017년 5월 12일). “참모들과 함께…비서동으로 출근하는 문재인 대통령”. 《한국경제》. 2017년 5월 13일에 확인함.
30. ↑  김당 (2004년 12월 6일). “청와대 '여민1관' 준공, 대통령 집무실 공개”. 《오마이뉴스》. 2022년 4월 2일에 확인함.
31. ↑  문동성 (2018년 1월 11일). “[단독] 靑 인기작가 ‘톱3’는 문재인·강준만·유시민”. 《국민일보》. 2022년 4월 2일에 확인함.
32. ↑  “청와대 舊본관철거 조경공사 준공”. 《연합뉴스》 (서울). 1993년 11월 16일. 2022년 4월 2일에 확인함.
33. 1 2  이성우 (2020년 6월 17일). “[이성우의 청와대와 주변의 역사·문화 이야기(7)] 제자리 잃고 떠도는 융문당(隆文堂)과 융무당(隆武堂)”. 《월간중앙》. 2022년 4월 2일에 확인함.
34. 1 2  안병욱 (2017년 7월 30일). “[레이더P] 文정부 '핫플레이스' 상춘재…정치의 공간, 곧 보수공사”. 《매일경제》. 2022년 4월 2일에 확인함.
35. ↑  김광덕 (2019년 5월 12일). “[만파식적] 상춘재”. 《서울경제》. 2022년 4월 2일에 확인함.
36. ↑  “청와대 프레스센터 春秋館 개관”. 《연합뉴스》 (서울). 1990년 9월 29일. 2022년 4월 2일에 확인함.
37. 1 2 3  김만용; 오남석; 유민환; 인지현 (2016년 11월 4일). “‘최순실 의혹’으로 본 청와대·출입 절차”. 《문화일보》. 2022년 4월 2일에 확인함.
38. ↑  “청와대 안가터 `무궁화동산'으로 명명”. 《연합뉴스》 (서울). 1993년 5월 20일. 2022년 4월 2일에 확인함.
39. ↑  김정은 (2009년 10월 26일). “[10·26 30주년] 역사에 묻힌 궁정동 안가”. 《서울신문》. 2022년 4월 2일에 확인함.
40. ↑  이성우 (2020년 11월 17일). “[이성우의 청와대와 주변의 역사·문화 이야기(12)] 1·21사태와 왕을 낳은 일곱 후궁 신위 모신 칠궁”. 《월간중앙》. 2022년 4월 2일에 확인함.
41. ↑  이광표 (2001년 11월 21일). “청와대 서쪽 칠궁 24일부터 개방”. 《동아일보》. 2022년 4월 2일에 확인함.
42. ↑  홍영식 (2016년 7월 6일). “야당 청문회 추진에 폐지론까지…'서별관 회의'가 뭐길래”. 《한국경제》. 2022년 4월 2일에 확인함.
43. ↑  배병우 (2018년 12월 21일). “[한마당-배병우] 부활한 ‘서별관·녹실회의’”. 《국민일보》. 2022년 4월 2일에 확인함.
44. ↑  최경민 (2019년 11월 4일). “'밀실' 오명 청와대 서별관, 오픈 회의실로 재탄생한 사연”. 《머니투데이》. 2022년 4월 2일에 확인함.
45. ↑  정재훈 (2009년 2월 13일). “靑, 녹색 친환경안내소 연풍문 준공”. 《노컷뉴스》. 2022년 4월 2일에 확인함.
46. ↑  박상준 (2016년 10월 6일). “청와대 ‘연풍문’ 어떤 곳”. 《한국일보》. 2022년 4월 2일에 확인함.
47. ↑  최병수 (2007년 7월 30일). “청와대 면회실 명칭 변경”. 《강원일보》 (서울). 2022년 4월 2일에 확인함.
48. ↑  홍영식 (2008년 5월 25일). “청와대에 커피숍 연다”. 《한국경제》. 2022년 4월 2일에 확인함.
49. ↑  이승관 (2008년 11월 13일). “靑, 구내 입점은행 농협 선정”. 《연합뉴스》 (서울). 2022년 4월 2일에 확인함.
50. ↑  조영주 (2010년 1월 4일). “'청와대 사랑채' 내일 재개관”. 《아시아경제》. 2022년 4월 2일에 확인함.
51. ↑  최신형 (2019년 1월 10일). “"청와대 터가 흉지?"…역대 대통령 불운”. 《아주경제》. 2021년 9월 28일에 확인함.
52. ↑  권세진 (2018년 8월). ““청와대는 북악산 殺氣 피하기 힘든 터… 불행한 역사 되풀이하지 않으려면 특단의 대책 마련해야””. 《월간조선》. 2021년 9월 28일에 확인함.

## 참고 문헌
- 백승렬 (2006년 11월 24일). 《우리시대의 궁궐 청와대》. 디오네. ISBN 9788989903987.